# Mina da Panasqueira

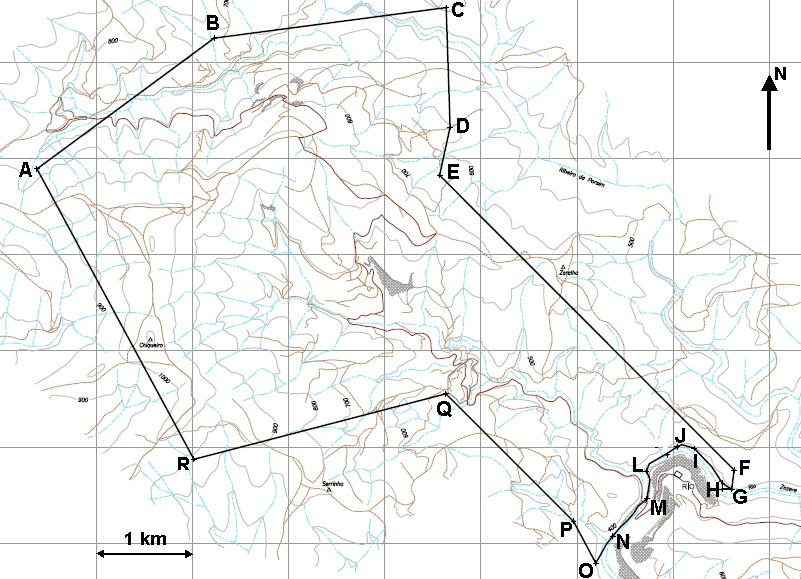
Concessão de Exploração C-18 Panasqueira

Mina da Panasqueira, ou Minas da Panasqueira, é nome genérico para o conjunto de explorações mineiras localizadas entre o Cabeço do Pião (Município do Fundão) e a aldeia da Panasqueira (Município da Covilhã), que funcionaram de forma tecnicamente integrada e contínua praticamente desde a sua descoberta. Mais tarde deu-se a sua aglomeração numa só entidade administrativa chamada Couto Mineiro da Panasqueira que teve o seu último auto de demarcação a 9 de Março de 1971 e mais tarde na actual Concessão de Exploração C18 (16 de dezembro de 1992). As instalações mineiras encontram-se actualmente centralizadas na zona da Barroca Grande - Aldeia de S. Francisco de Assis (Covilhã) por onde se faz o acesso à exploração subterrânea actual, a extracção do minério e o processamento do mesmo.
É uma mina que labora há 120 anos de maneira praticamente ininterrupta, com forte impacto na identidade, história e sociedade actual da Beira Interior. É também uma referência no sector do volfrâmio à escala mundial, não só pela qualidade e volume de produção, duração e capacidade de adaptação da exploração; mas também pela maturidade das soluções técnicas tanto a nível da mina como a nível de processamento do minério.
Os principais minérios lá explorados são o cobre e o volfrâmio.

### Directores e outras pessoas marcantes na história das Minas da Panasqueira

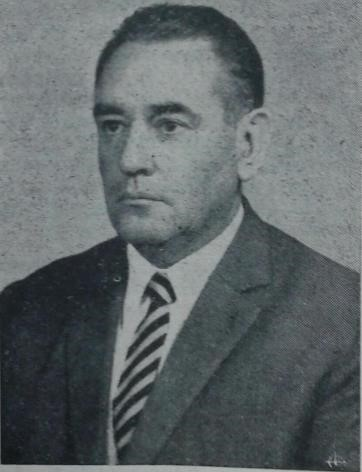
Engº A. Claudio dos Reis, Dir. Técnico e Dir. Geral. Trabalhou de 1947 a 1983

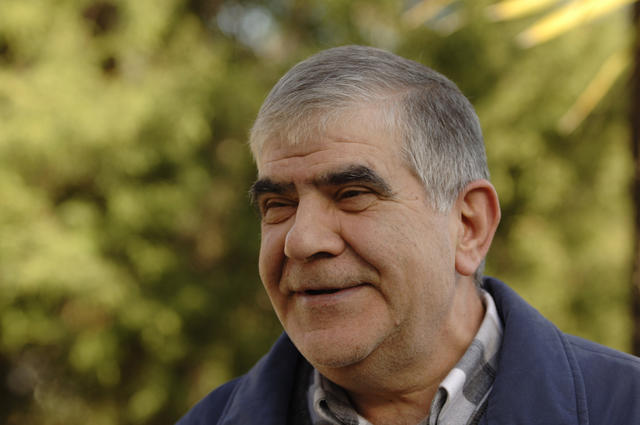
Alfredo Pereira "Peixoto", Capataz geral da mina. Trabalhou de 1962 a 2009

## História

### Directores e outras pessoas marcantes na história das Minas da Panasqueira[1]
|    | DIRETORES                                                                        | PERÍODO                                          |
| -- | -------------------------------------------------------------------------------- | ------------------------------------------------ |
| 1  | Engº Silva Pinto                                                                 | 1895-1908                                        |
| 2  | Engº Dr. Albert Vigoroux                                                         | 1908-1909                                        |
| 2  | José Nunes de Paiva                                                              | 1909-1910                                        |
| 4  | Ger. Frederick Cowper                                                            | 1910-1918                                        |
| 5  | T. Gribble                                                                       | 1918-1923                                        |
| 6  | A. H. Mansell                                                                    | 1923-1926                                        |
| 7  | Engº Stanley Mitchell                                                            | 1926-1930                                        |
| 8  | T. Gribble                                                                       | 1930-1934                                        |
| 9  | Engº George A. Smith                                                             | 1934-1965                                        |
| 10 | Engº. Linzell                                                                    | 1965 – 1970                                      |
| 11 | Engº. Hill                                                                       | 1970 – 1972                                      |
| 12 | Engº. Mader                                                                      | 1972 – 1975                                      |
| 13 | Engº. Martin Watts                                                               | 1975 – 1978                                      |
| 14 | Engº. Derrick Hanvey                                                             | 1978 – 1982                                      |
| 15 | Engº. António Cláudio dos Reis                                                   | 1982 – 1983                                      |
| 16 | Engº. António Corrêa de Sá                                                       | 1984 – 30 de novembro de 1989                    |
| 17 | Eng. Berry                                                                       | 1 de dezembro de 1989 – 1991                     |
| 18 | Eng. Noel Devine                                                                 | 1991 – 1994                                      |
| 19 | Engº. Mário Pinho                                                                | 1994 – 31 de março de 1997                       |
| 20 | Engº. R.A. Naique                                                                | 1 de abril de 1997 – 31 de janeiro de 2004       |
| 21 | Sr. Fernando Vitorino                                                            | 1 de fevereiro de 2004 - 28 de fevereiro de 2010 |
| 22 | Engº. João Pedro Real                                                            | 1 de fevereiro de 2010 - 16 de janeiro de 2013   |
| 23 | Engº. João Pedro Real (Director Geral Industrial)                                | 17 de janeiro de 2013 - 31 de setembro de 2014   |
| 24 | Engº. Fausto Frade (Director Geral Industrial/Administrador Executivo Residente) | 1 de outubro de 2014 - 22 de dezembro de 2015    |
| 25 | Engº. Corrêa de Sá (Administrador Executivo)                                     | 6 de janeiro de 2016 - 9 de agosto de 2016       |
| 26 | Engº. João Pedro Real                                                            | 10 de agosto de 2016 até à presente data         |

### Origem do nome[2]
As Minas da Panasqueira tomaram o nome do local onde se iniciou a exploração mineira. Nos finais do Sec. XIX a região era coberta de carqueja, giesta e diversas espécies de mato rasteiro, pontuada de pinhos. O terreno pedregoso é muito ingrato para a cultura de qualquer semente ou cereal. A população da vizinha aldeia de Cebola (actualmente S. Jorge da Beira) aproveitava qualquer dobra nas encostas para fazer terraços onde plantava batata, milho ou pasto. Foram assim criadas, em três pequenos vales (Madurrada, Vale Torto e Panasqueira), pequenas zonas de cultivo divididas em diversos leirões e com algumas árvores de fruto e castanheiros de grande porte.
Foi no último destes vales (Panasqueira) que se iniciaram os trabalhos de exploração de minério e se fez a primeira lavaria. O nome desse vale deriva de panasco, nome vulgar dado a vários géneros de gramínea (Dactylis, Agrostis) muito comuns na região, em especial nos campos onde se semeou centeio. O povo começou imediatamente a chamar à mina principiante – Minas da Panasqueira.

### Época pré-industrial
Há registo de extensas galerias nos lugares de Vale da Ermida, Fontes Casinhas e Courelas associadas à exploração de estanho, no entanto este período está pouco documentado. Há registo de exploração aluvionar de estanho na zona de S. Jorge da Beira que se atribuí ao período Romano.

### A descoberta
No fim do Sec. XIX, a região estava coberta de espessos matagais de urze, giesta, medronheiros e pinhal, que era usado na produção de carvão vegetal para venda no Fundão e Covilhã. Um desses carvoeiros, conhecido como O Pescão de Casegas, encontrou uma pedra negra e brilhante e levou-a a Manuel dos Santos, da Freguesia de Barroca do Zêzere. Manuel dos Santos, depois de visitar o terreno deslocou-se a Lisboa onde solicitou ao Professor de Mineralogia Engº Silva Pinto que examinasse o local onde tinha sido descoberta a amostra. De regresso, Manuel dos Santos comprou o terreno e começou a exploração de volfrâmio. Essa exploração era feita de maneira artesanal e completada por minério que os pastores apanhavam noutros locais e vendiam a Manuel dos Santos.
Quando o Engº Silva Pinto chegou ao local, vendo a abundância de volframite comprou a Manuel dos Santos todo o minério recolhido e os terrenos, efectuando de seguida o primeiro registo mineiro em nome da Firma Almeida Silva Pinto e Comandita. A sua publicação foi feita em 25 de Novembro de 1898.
Os trabalhos prosseguiram a maior escala com exploração de filões aflorantes e uma lavaria manual muito rudimentar empregando um total de quase 100 pessoas.
Em data posterior, o registo foi vendido ao banqueiro Henrique Burnay, 1º Conde de Burnay. A exploração aumentou de dimensão com preparação de alguns filões e ampliação das instalações de superfície.
Em 1901 a concessão foi arrendada a uma firma Inglesa durante um curto período. Em data posterior foi montada a primeira lavaria mecânica de acionamento a vapor. As primeiras galerias (nº 10 e nº 13) são desta altura. Não há registos de produção mas um registo de expedição datado de 25 de Novembro de 1909 assinala 41 toneladas de concentrado de volfrâmio; uma quantidade assinalável para uma exploração dessa altura. A partir daí podem-se identificar alguns períodos bem definidos na história das Minas da Panasqueira:

### 1911-1928 Wolfram Mining and Smelting[3]
A 15 de Julho de 1911 é feita a escritura de venda da empresa à The Wolfram Mining and Smelting Company Limited de 11 concessões e 125 Ha de terreno.
A vigência da Wolfram Mining and Smelting Company foi uma época de grande desenvolvimento com a abertura de muitas galerias, ampliação e modernização de lavarias, instalação de um cabo aéreo de 5.1 km de extensão. Considera o mapa de movimento de 1912 como representativo de um ano típico daquela altura e assinala-se a produção anual de 277 t de concentrado com 65%WO3, 1078 m de galerias e um total de 244 trabalhadores.
Com o início da 1ª Guerra Mundial e consequente aumento do preço do volfrâmio houve um aumento de produção que estabilizou durante este período em valores próximos a 30 t mensais de concentrado. O número de trabalhadores diretos da empresa situava-se em 800, mais cerca de 200 trabalhadores por conta própria.
Finda a Primeira Guerra Mundial (1918-1919) com a baixa dos preços deu-se a paralisação da produção ficando  a força de trabalho reduzida a 100 trabalhadores empregues em trabalhos acessórios.
De 1920 a 1923 houve um período de exploração intensa, seguido de quase paralisação em 1923, reativação em 1924 e paralisação quase completa em 1926. Nesta altura deu-se início à exploração de estanho, primeiro em Fontes Casinhas e posteriormente noutros lugares.

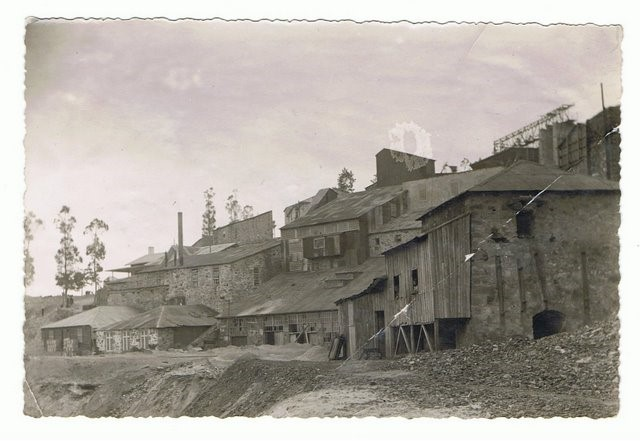
Lavaria Antiga - Aldeia da Panasqueira

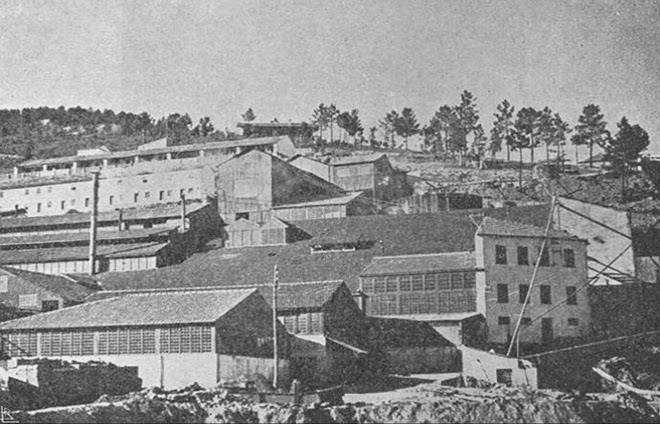
Lavaria do Rio - Anos 1940

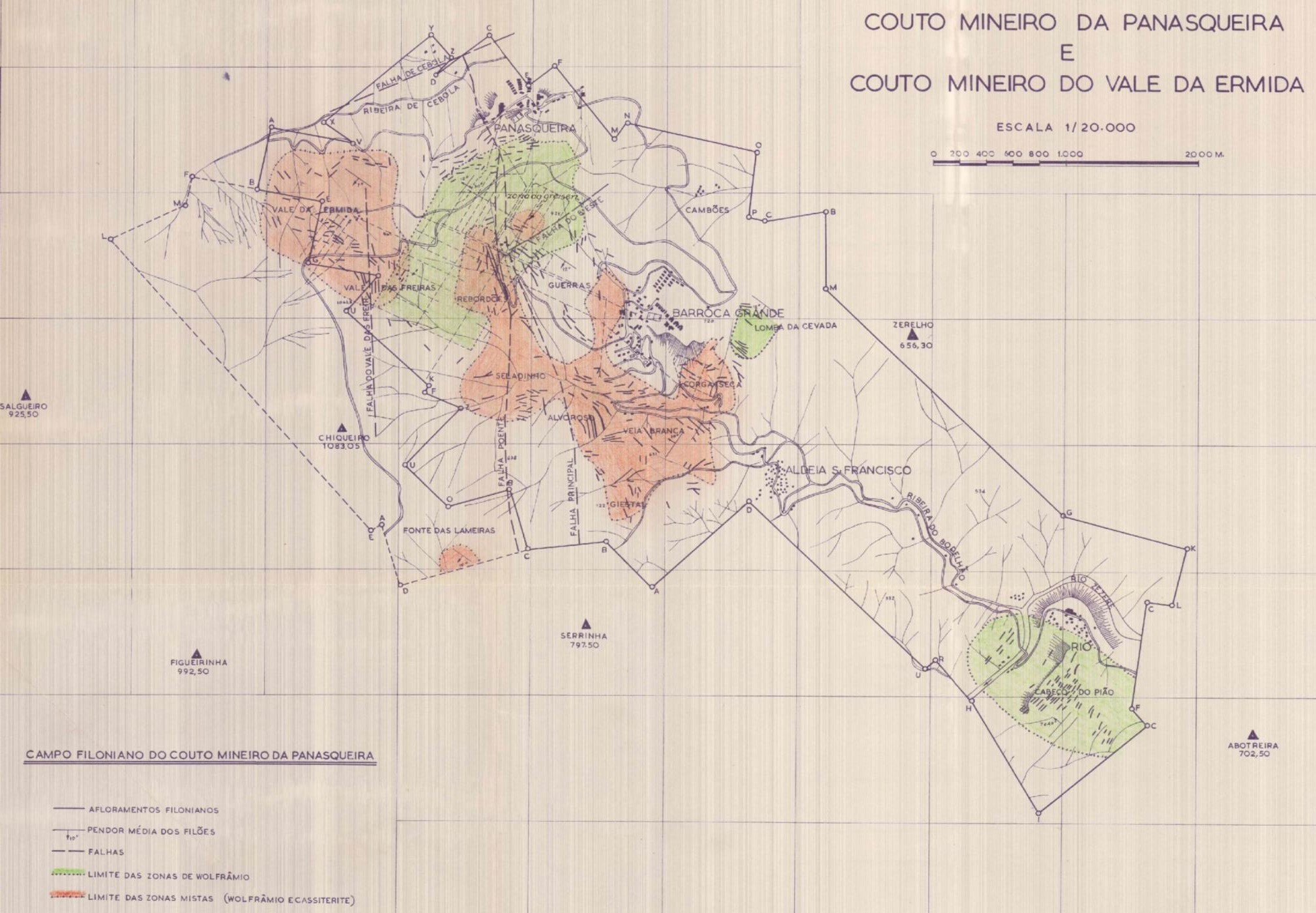
Zonas de volfrâmio e mistas estanho-volfrâmio - década de 1940

### 1928-1973 Beralt Tin and Wolfram Limited
Com a entrada de novos acionistas dá-se em 1928 a mudança de nome e iniciam-se trabalhos de relevo como um novo cabo aéreo e uma lavaria de grande dimensão no Rio (Cabeço do Pião). A produção volta a valores próximos das 30 t de concentrado por mês. Novo período de paralisação de produção de 1931 a 1934. Nesta altura foi instalado um forno de fundição de estanho no Rio.
Em 1934 dá-se nova reativação dos preços do volfrâmio e consequente crescimento da atividade nas três zonas de exploração principais da concessão (Panasqueira, Barroca Grande e Rio). Este ciclo associado à Segunda Guerra Mundial foi notável com 750 trabalhadores em 1934; 4457 em 1942 e 10540 trabalhadores em 1943. A lavaria do Rio atingiu a capacidade de 300 t por dia e a da Panasqueira 1000 t por dia. A produção mensal de concentrados atinge nessa altura 300 t, mais que todo o resto do país somado. É nessa altura que se dá a ligação por subterrâneo da Barroca Grande à Panasqueira. Na altura da 2ª Guerra Mundial a Panasqueira era a maior mina do país e uma das maiores minas de volfrâmio do mundo. O preço do volfrâmio desceu drasticamente no fim da segunda guerra mundial, só voltando a subir em 1950 devido à Guerra da Coreia. Durante este período deu-se uma grande modernização da empresa com a introdução dos arrastilhos (scrapers) e carregadoras mecânicas. As mulas foram substituídas por locomotivas. Incrementou-se a produção de cassiterite para compensar os baixos preços do volfrâmio. Em 1962 começou-se a produção de concentrados de cobre.
De 1957 a 1965 houve uma nova descida do preço do volfrâmio de que resultou uma redução da produção tendo em vista a contenção de custos. Durante este período a empresa reforçou a produção de estanho para compensar as baixas cotações do volfrâmio. Em 1966 houve uma evolução positiva que atingiu o máximo em 1970 e que correspondeu a um período de expansão. Porém, logo a seguir os preços voltam a descer subitamente. Durante esse período a produção foi posta em stock em vez de vendida abaixo do preço de produção, mas devido aos encargos financeiros foi decidido aumentar o capital com a entrada de novos acionistas.

### 1973-1990 Beralt Tin and Wolfram Portugal
A empresa adoptou novo nome em 1973 com a entrada do BNU (Banco Nacional Ultramarino) com 20% do capital. Os stocks que estavam na mina foram vendidos em 1974 quando o preço se tornou mais favorável. A partir de 1974 assistiu-se a um aumento considerável do custo da mão-de-obra que veio acelerar a mecanização das operações subterrâneas. Durante os anos 70 estudaram-se várias alternativas para o aprofundamento da mina e procedeu-se à abertura do Nível 2 e extração através de um poço inclinado que arrancou em 1982. A partir de 1983 o preço começou a descer novamente e a Charter Consolidated detentora de 80% das ações vendeu em 1990 a sua participação à Minorco.

### 1990-1993 Minorco
Em 1993, por força de alguns anos de baixos preços do volfrâmio levaram a Minorco a solicitar à Direção Geral de Minas o encerramento da mina, tendo apresentado um pedido de autorização para vender a lavaria como sucata e para desligar o esgoto do nível 3. Face à resposta da Direção Geral de Minas em que as ações solicitadas só poderiam ter lugar após o estabelecimento das condições de encerramento da mina, (período para manter em manutenção as duas estações de tratamento de água da mina e um programa de monitorização da qualidade da água na Ribeira do Bodelhão e do Rio Zêzere), a Minorco decidiu vender a empresa à Avocet Mining.

### 1993-2004 Avocet Mining
O período inicial da Avocet foi de grandes transformações, nomeadamente a reabertura da mina em Janeiro de 1994, a transferência da Lavaria do Rio para a Barroca Grande, a continuação da abertura do Nível 3 e a construção de um poço de extração entre os Níveis 2 e 3, que começou a operar em 1998.
O período final da gestão da Avocet foi de grandes dificuldades económicas devido às cotações extremamente baixas e persistentes do volfrâmio com degradação da capacidade produtiva da mina que, associada ao términus em 31 de Dezembro de 2003 dos contratos com os clientes que garantiam a venda da produção a um preço acima da cotação do mercado, levou a empresa a notificar a Direção Geral de Minas do encerramento da Mina a partir de 1 de Janeiro de 2004. Na sequência de negociações, e por força de expetativas fundadas que num prazo de seis meses haveria uma subida das cotações, o Estado através do Fundo de Garantia Salarial garantiu o pagamento dos salários dos trabalhadores entre Março e Agosto de 2004, o que criou condições para a retoma e aquisição da mina por parte da Almonty.

### 2004-2007 Almonty
De Maio de 2004 a Outubro de 2007 o grupo Americano Almonty geriu as minas através da sua representada Primary Metals. Correspondeu a um período em que foi feita a restauração da capacidade produtiva das minas e retoma da produção do Nível 2.

### 2007-2016 Sojitz Corporation
A empresa japonesa Sojitz Corporation adquiriu as Minas da Panasqueira em Outubro de 2007 vendendo-a de novo à Almonty em janeiro de 2016. Durante este período a empresa mudou de nome para Sojitz Beralt Tin and Wolfram Portugal. A exploração foi feita numa área muito alargada da mina, retomando níveis anteriormente abandonados, Níveis 1 e 0. Foi efetuada prospeção mineira para identificação de reservas adicionais dentro e na envolvente da concessão mineira. Foi também feita a exploração de tailings da antiga lavaria da Aldeia da Panasqueira que continham teores interessantes em volfrâmio. No ano de 2008 foi feita a desanexação da parte da concessão que se situava a sul do Rio Zêzere, ficando a gestão das antigas infraestruturas a cargo da Câmara Municipal do Fundão, mantendo contudo a empresa mineira a responsabilidade pela monitorização da água do Zêzere e o controle das escorrências ácidas.

### 2016 até ao presenteAlmonty Industries
A Almonty Industries é a atual proprietária das Minas da Panasqueira. Adquiriu as Minas da Panasqueira  em 6 de Janeiro de 2016 mudando de nome novamente para Beralt Tin and Wolfram. Durante este período a exploração continuou numa área bastante alargada da mina entre os níveis 0 e 3, retomando-se a exploração de uma antiga área mais rica em estanho na zona norte do Nível 2, conhecida como Panasqueira Deep. Estuda-se neste momento a possibilidade de recuperar vários metais contidos nas barragens de lamas, especialmente o volfrâmio, o estanho e o cobre.

## Produção mineira histórica
| Ano  | WO3 t de concentrado | Sn t de concentrado | Cu t de concentrado | ROM (ore) Mil t | Ano   | WO3 t de concentrado | Sn t de concentrado | Cu t de concentrado | ROM (ore) Mil t |
| ---- | -------------------- | ------------------- | ------------------- | --------------- | ----- | -------------------- | ------------------- | ------------------- | --------------- |
| 1934 | 262                  | 68                  |                     |                 | 1976  | 1.597                | 75                  | 1,440               | 436             |
| 1935 | 433                  | 158                 |                     |                 | 1977  | 1.287                | 58                  | 1,176               | 405             |
| 1936 | 675                  | 167                 |                     |                 | 1978  | 1.450                | 62                  | 1,101               | 435             |
| 1937 | 957                  | 134                 |                     | 294             | 1979  | 1.783                | 88                  | 1,818               | 455             |
| 1938 | 1.485                | 114                 |                     | 375             | 1980  | 2.145                | 133                 | 2,524               | 522             |
| 1939 | 1.830                | 135                 |                     | 582             | 1981  | 1.808                | 147                 | 2,131               | 538             |
| 1940 | 2.212                | 101                 |                     | 605             | 1982  | 1.849                | 156                 | 1,753               | 689             |
| 1941 | 2.232                | 41                  |                     | 807             | 1983  | 1.580                | 126                 | 1,511               | 558             |
| 1942 | 2.083                | 44                  |                     | 514             | 1984  | 2.085                | 158                 | 1,427               | 666             |
| 1943 | 2.521                | 77                  |                     | 499             | 1985  | 2.539                | 90                  | 932                 | 805             |
| 1944 | 802                  | 27                  |                     | 455             | 1986  | 2.667                | 66                  | 858                 | 675             |
| 1945 |                      |                     |                     |                 | 1987  | 2,011                | 60                  | 607                 | 475             |
| 1946 | 199                  |                     |                     |                 | 1988  | 2.300                | 57                  | 582                 | 467             |
| 1947 | 2.041                |                     |                     | 444             | 1989  | 2.296                | 59                  | 665                 | 593             |
| 1948 | 1.850                |                     |                     | 456             | 1990  | 2.343                | 51                  | 530                 | 613             |
| 1949 | 1.690                | 205                 |                     | 426             | 1991  | 1.619                | 43                  | 455                 | 412             |
| 1950 | 1.697                | 202                 |                     | 558             | 1992  | 1.964                | 37                  | 498                 | 491             |
| 1951 | 2.271                | 69                  |                     | 676             | 1993  | 1.280                | 28                  | 418                 | 332             |
| 1952 | 2.281                | 137                 |                     | 689             | 1994  | 100                  | 2                   | 37                  | 7               |
| 1953 | 2.287                | 110                 |                     | 791             | 1995  | 1.467                | 14                  | 0                   | 335             |
| 1954 | 2.105                | 69                  |                     | 693             | 1996  | 1.305                | 15                  | 550                 | 303             |
| 1955 | 2.054                | 178                 |                     | 724             | 1997  | 1,729                | 44                  | 483                 | 431             |
| 1956 | 2.227                | 211                 |                     | 799             | 1998  | 1,381                | 24                  | 279                 | 344             |
| 1957 | 2.129                | 305                 |                     | 639             | 1999  | 750                  | 7                   | 77                  | 179             |
| 1958 | 1.314                | 664                 |                     | 615             | 2000  | 1.269                | 12                  | 132                 | 332             |
| 1959 | 1.740                | 353                 |                     | 690             | 2001  | 1.194                | 23                  | 118                 | 378             |
| 1960 | 2.095                | 59                  |                     | 578             | 2002  | 1.179                | 21                  | 81                  | 346             |
| 1961 | 2.135                | 46                  | 0                   | 539             | 2003  | 1.213                | 20                  | 99                  | 355             |
| 1962 | 1.714                | 56                  | 103                 | 3.6             | 2004  | 1.277                | 50                  | 138                 | 432             |
| 1963 | 940                  | 89                  | 184                 | 174             | 2005  | 1.405                | 44                  | 187                 | 574             |
| 1964 | 1.026                | 52                  | 202                 | 182             | 2006  | 1.342                | 28                  | 235                 | 642             |
| 1965 | 897                  | 11                  | 175                 | 195             | 2007  | 1.456                | 48                  | 258                 | 762             |
| 1966 | 1.117                | 10                  | 250                 | 193             | 2008  | 1.684                | 32                  | 186                 | 782             |
| 1967 | 1.261                | 14                  | 337                 | 261             | 2009  | 1.410                | 36                  | 164                 | 720             |
| 1968 | 1.442                | 19                  | 429                 | 357             | 2010  | 1.364                | 25                  | 198                 | 792             |
| 1969 | 1.356                | 25                  | 472                 | 401             | 2011  | 1.399                | 45                  | 238                 | 905             |
| 1970 | 1.600                | 34                  | 696                 | 538             | 2012  | 1.303                | 47                  | 228                 | 830             |
| 1971 | 1.423                | 26                  | 459                 | 492             | 2013  | 1.174                | 103                 | 352                 | 789             |
| 1972 | 1.539                | 31                  | 601                 | 539             | 2014  | 1.131                | 98                  | 732                 | 775             |
| 1973 | 1.860                | 49                  | 682                 | 519             | 2015  | 799                  | 53                  | 361                 | 518             |
| 1974 | 1.827                | 70                  | 843                 | 481             | 2016  | 926                  | 69                  | 384                 | 643             |
| 1975 | 1.742                | 87                  | 1034                | 490             | Total | 128.110              | 6.576               | 32.410              | 40.317          |

Não há registos fidedignos da produção mineira entre 1898 e 1933. Sabe-se, no entanto, que esta chegou a ser muito relevante em alguns anos deste período. No período em que há registo(1934 até à atualidade) produziram-se 128.110 t de concentrados de volfrâmio, 6.576 t de concentrados de estanho e 32.410 t de concentrados de cobre. Os concentrados de volfrâmio produzidos têm uma média de 75% WO3), os concentrados de estanho uma média de 74% Sn e os concentrados de cobre uma média de 28-30% Cu.
Junto com estes produtos principais extraem-se também minerais para colecionismo e gravilha que é vendida como inerte para a construção civil. As Minas da Panasqueira são desde 1985 a única mina de volfrâmio em Portugal e desde 1950 até ao fim de 2016 foram responsáveis por 77% de toda a produção de volfrâmio do país.
O principal produto comercializado, os concentrados de volfâmio (de volframite no caso da Panasqueira) são uma referência na indústria por serem desde há décadas os de maior teor e maior pureza a nível mundial. São geralmente pagos com prémio em relação aos preços de mercado do concentrado e escolhidos pelos fabricantes de produtos intermédios ou finais em que seja necessária uma especial pureza da matéria-prima.

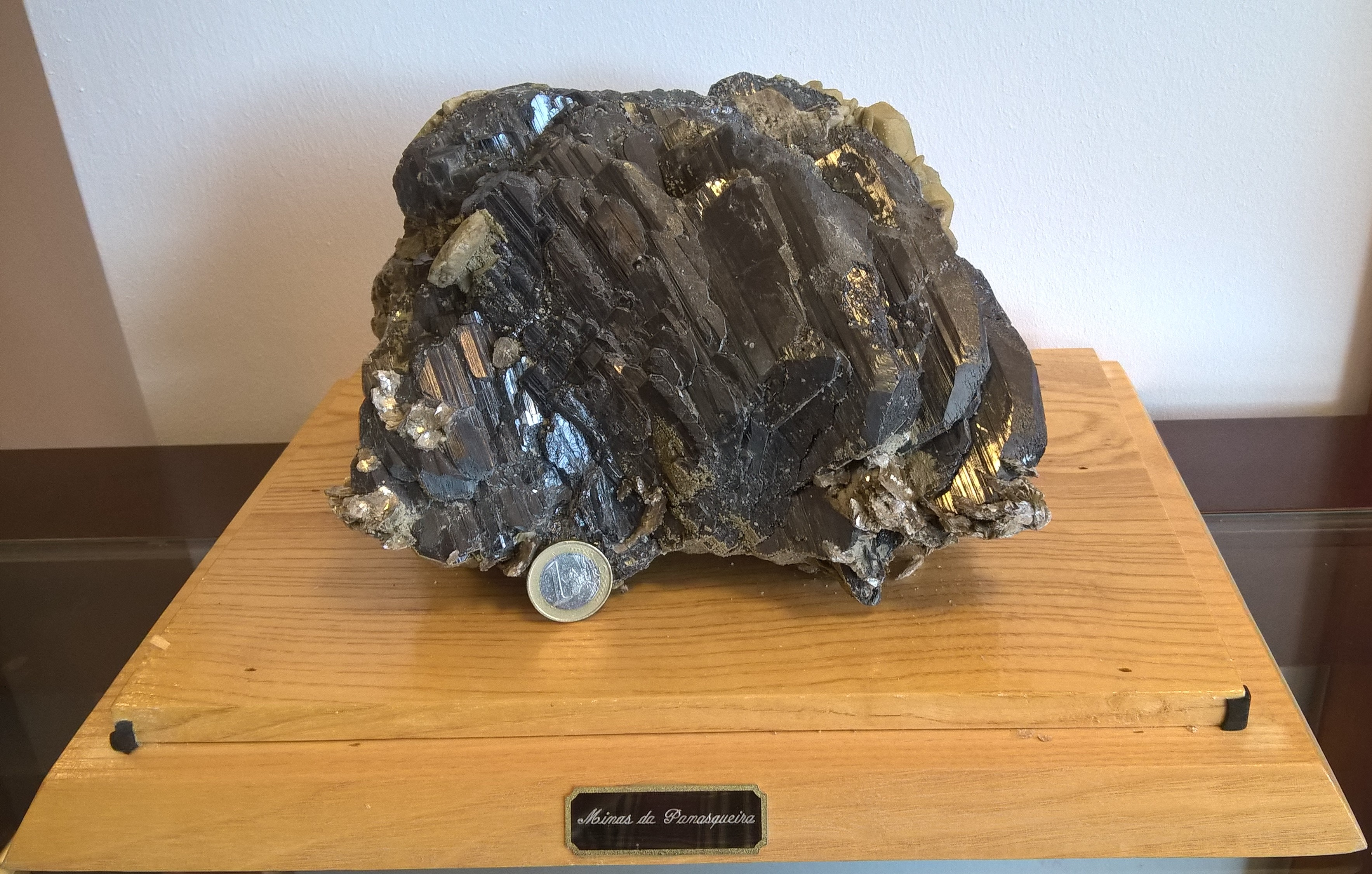
Aglomerado de cristais de volframite com cerca de 10 kg

## Os Minerais para colecionismo
A mina da Panasqueira é uma referência também para o colecionismo de
que são notáveis pelo seu tamanho, excelente cristalização e variedade. Nos filões da Mina da Panasqueira encontram-se quase todos os silicatos identificados até hoje e dois minerais que até à data atual foram apenas identificados na Mina da Panasqueira. São eles a Panasqueiraite e a Thadeuite. Quase todas as melhores coleções de minerais a nível mundial incluem minerais da Panasqueira onde se destacam as volframites, na variedade de ferberite e as fluorapatite.
A colheita de amostras minerais de qualidade colecionável é feita diariamente, sempre que possível, e à medida que avançam os trabalhos subterrâneos de exploração.
A sua maioria provém de cavidades nos filões, que na gíria mineira tomam a designação de “rotos” de tamanho variável (centimétrica a métrica) e ocorrência aleatória.
A razão desta qualidade e perfeição no processo de cristalização deve-se à elevada quantidade de elementos voláteis presentes na mineralogia dos filões da Panasqueira, o que permite, em condições de temperaturas e pressões adequadas, a formação das referidas cavidades.

## Musealização
Por iniciativa da Junta de Freguesia da Aldeia de São Francisco de Assis e com a colaboração da empresa, tem havido a musealização de diversos espaços relacionados com a mina e onde se podem observar fotos e objetos relacionados com a mina ao longo da sua história. Destaca-se o antigo depósito de gasoleo (desactivado) que foi transformado num edifício de 3 andares em forma de gasómetro e que contém variados espaços de exposição.
Desde 2006 há um conjunto de salas com exposição permanente respeitante às Minas da Panaqueira no Museu Nacional de História Natural e da Ciência. Há boas coleções de minerais da Panasqueira noutros museus em Portugal como o do LNEG em S. Mamede da Infesta. O Museu Geológico do LNEG em Lisboa tem também uma notável coleção.
Muitos dos melhores museus à escala mundial, com coleções de minerais possuem espécies da Panasqueira. Boas espécies podem ser vistas no American Museum of Natural History em Nova Yorque ou no Museum of Natural History em Londres.

## Localização
A mina da Panasqueira localiza-se nos concelho da Covilhã e do Fundão, Distrito de Castelo Branco entre os maciços da Serra do Açor e da Gardunha. A concessão mineira tem o nome de “Contrato de Exploração C-18” com uma área de 1913 Ha. O ponto mais baixo da concessão mineira situa-se junto ao Rio Zêzere à cota 360m e o mais alto no marco geodésico do Chiqueiro à cota 1086m. A paisagem é de plantações extensivas de eucaliptal e pinheiro bravo com pequenos terraços plantados com oliveiras, vinha e algumas árvores de fruto. A mina é a maior empregadora local com cerca de 300 empregos diretos, residindo os trabalhadores maioritariamente nas aldeias e vilas vizinhas; nomeadamente: Barroca Grande, São Jorge da Beira, Silvares, Unhais-o-Velho ou Dornelas do Zêzere.

## Geologia[7]

### Geologia regional
No que toca ao modo de ocorrência das mineralizações em W e Sn em Portugal, a “Província metalogenética estano-tungstífera Ibérica” estende-se a este do cisalhamento Porto-Coimbra-Tomar e a nordeste do carreamento da Juromenha. Com exceção dos jazigos ligados ao granito de St.ª Eulália (ZOM - Zona de Ossa Morena), os restantes situam-se na Zona Centro-Ibérica (ZCI), Zona Galiza Média-Trás-os-Montes (ZGMTM) e Zona Astúrico-Ocidental-Leonesa (ZAOL). A província metalogenética estano-tungstífera de Portugal desenvolve-se por toda a região Centro e Norte de Portugal onde os jazigos filonianos constituem, sem sombra de dúvida, os de maior importância económica. A ZGMTM e ZCI diferenciam-se essencialmente pela ocorrência de mantos de carreamento de caráter alóctone e parautóctone na ZGMTM. A maioria das rochas aflorantes são granitos e xistos do “Complexo Xisto Grauváquico”. Em menor proporção ocorrem rochas do Pré-Câmbrico Superior, Ordovícico e Silúrico.
A distribuição das mineralizações hidrotermais de estanho e volfrâmio é muito vasta e obedece, para além dos alinhamentos paralelos aos da estruturação Varisca, à localização de afloramentos graníticos Variscos ou geralmente encontrados em auréolas de contacto metamórfico, reflexo da presença de granitos a pequena profundidade (Panasqueira,  Argemela,  Góis, Borralha,  Vale das Gatas,  Ribeira, Argozelo, entre outros).
As mineralizações tanto ocorrem na zona de contacto de granitos intrusivos e metassedimentos, como sobre a zona de contacto de granitos intrusivos noutros granitos mais antigos.
As principais ocorrências de W e Sn encontram-se condicionadas por estruturas herdadas dos cisalhamentos Variscos precoces ou tardios e por fraturas relacionadas com instalação dos granitos pós-tectónicos.

### Geologia local
O mapa geológico de Portugal à escala de 1:500.000  mostra o contacto entre o Complexo Xisto-Grauváquico do “Grupo das Beiras” e o Complexo Granítico Varisco do Norte de Portugal. O “Grupo das Beiras” é formado por uma densa série de lentículas finas de origem marinha, de pelitos e arenitos, que sofreram depois metamorfismo regional de baixo grau (fácies dos xistos verdes) durante as fases iniciais compressivas da orogenia Varisca.
As minas da Panasqueira localizam-se na grande mancha do Complexo Xisto-Grauváquico do Grupo das Beiras, na Zona Centro Ibérica (ZCI). Trata-se de uma região onde predominam formações sedimentares metamorfizadas, mas onde ocorre também um grande número de manifestações eruptivas ácidas e básicas. A idade dos metassedimentos é atribuída ao Câmbrico ou Pré-Câmbrico superior.
Há rochas básicas intrusivas que foram identificadas como doleritos e que ocorrem sob a forma de filões de 0,5 a 3m de possança, com orientação predominantemente N-S e inclinação vertical. São de cor cinza escura, grão fino e micro-porfiríticas, encontrando-se alterado no contacto com os filões mineralizados. Apresentam fraturas irregulares e disjunção poliédrica. Mineralogicamente são essencialmente constituídos por labradorite, hornblenda, clorite e piroxena anfibolitizada. Não afetam a mineralização e são intersetadas pelo sistema de filões hidrotermais. Estes diques são posteriores às duas fases de deformação.
Na zona Este do Couto Mineiro ocorrem xistos mosqueados com blastos de biotite e clorite, e menos frequentemente de quiastolite e cordierite que correspondem a uma auréola de metamorfismo de contacto, que foi considerada como indicação da presença de uma intrusão de um corpo magmático em profundidade.

### Jazigo

#### Formação
A disposição sub-horizontal do campo filoniano foi controlada, quer por fraturação preexistente, devido à deformação precoce, quer pelo campo de tensões associado ao mecanismo de intrusão granítica.
Na fase de ascensão do maciço intrusivo, a pressão de fluidos é suficientemente elevada provocando a abertura de uma rede de fraturas radial em torno do centro eruptivo, intruindo magma granítico residual nas fraturas.
Na fase seguinte, quando se igualam a pressão do magma ascendente e a resistência da rocha encaixante à intrusão, ocorre diminuição de pressão de fluidos e consequentemente cisalhamentos, bissetados pela direção radial.
Os fluidos greisenizam o interior da cúpula granítica.
Por fim o maciço entra em fase de solidificação e por arrefecimento dá-se a contração da zona apical. Esta é a situação da Panasqueira, em que as estruturas radiais, inclinadas, são as precursoras dos filões galo e a reabertura das fraturas sub-horizontais deram lugar aos filões.
Considera-se portanto que o cortejo filoniano da Panasqueira pode ser exemplo de um campo filoniano instalado durante a fase de consolidação, em que devido ao arrefecimento do maciço intrusivo, e por propagação dinâmica de fraturas se geram fendas de tração sub-horizontais e reabrem outras já existentes.

#### Morfologia dos filões
O jazigo da Panasqueira é constituído por um extenso campo de filões de quartzo, notável pelas dimensões que atinge e pela riqueza da paragénese mineral. Deste modo, a zona mineralizada de W-Sn-(Cu) consiste em filões de quartzo sub-horizontais, (habitualmente com inclinação inferior a 25º, no entanto podem apresentar valores de 30 a 40º, quanto mais próxima for a distância à cúpula greisenizada) que se sobrepõem e preenchem fraturas principalmente desenvolvidas em rochas xistosas, com possança média de 25 cm (podendo variar entre 1 a 150 cm) e uma extensão horizontal que pode atingir os 200m, sendo em média 48m. O mineral mais importante em termos económicos, objeto da exploração é o tungsténio (volframite); o estanho (cassiterite) e o cobre (calcopirite) correspondem a subprodutos da exploração.
Para além destes minerais, ocorre uma grande variedade de outros minerais tais como: moscovite, topázio, fluorite, arsenopirite, pirite, pirrotite, marcassite, esfalerite, apatite, siderite, calcite e dolomite.
Salienta-se, também, um tipo de morfologia bastante típica nestes filões, designando-se “Rabo de Enguia”. Esta morfologia consiste num estrangulamento induzido por variação de pressão, resultando frequentemente na precipitação da volframite e cassiterite nas extremidades. Exibem regularmente uma estrutura que sugere diferentes fases de preenchimento relacionadas com eventos de reabertura.
Nem sempre o fim de um “Rabo de Enguia” se encontra separado, isto é, pode ocorrer uma conexão e esta designar-se por “ligal” ou “ponte” (bridge).
Os filões que apresentam maior inclinação (30º a 40º), encontrados nas proximidades da cúpula greisenizada tomam a designação de “Filões Galo”. Geralmente estes tipos de filões também são bem mineralizados. Apresentam por vezes desníveis variáveis de 1 a 5m e, após o mergulho, estes filões voltam à normalidade, ou seja, horizontalizam.
Uma estrutura diferente e relativamente frequente quer na Mina quer na área envolvente são filões de quartzo denominados por “Seixo Bravo”. Esta conotação deve-se, sobretudo à dureza que apresentam e ao facto de não apresentarem mineralização útil. Trata-se de filões lenticulares, irregulares, com inclinação subvertical cuja disposição é concordante com a xistosidade principal e possanças que podem facilmente atingir 3m. Trata-se de um quartzo de exsudação, estéril, produto da segregação e recristalização do quartzo pelo metamorfismo regional. São anteriores aos filões mineralizados e formam frequentemente ângulos de 90º.

#### Associações minerais
O estabelecimento de uma sequência de deposição para os minerais dos filões da Panasqueira é bastante difícil devido à existência de diferentes etapas de formação e ao facto de alguns deles apenas aparecerem em determinadas áreas do Couto Mineiro, tornando muito difícil a sua correlação.
Todavia, Kelly & Rye (1979), definiram, para a mineralogia dos filões da Panasqueira, quatro etapas de deposição:
1. – Etapa de formação de óxidos e silicatos (OSS): é a etapa mais significativa do ponto de vista económico, uma vez que é nesta que ocorre formação da volframite e da cassiterite. Nesta etapa é também formado a maioria do quartzo e moscovite, assim como a turmalina, topázio e grande parte da arsenopirite, em pelo menos duas gerações.
2. – Etapa de formação dos principais sulfuretos (MSS): os minerais predominantes são os sulfuretos, especialmente, a pirite, calcopirite, esfalerite, estanite e pirrotite e, em menor quantidade, a galena. Pode-se também encontrar novas gerações de arsenopirite, já numa terceira geração, moscovite e quartzo. A fase final desta etapa corresponde, no essencial, ao fim da deposição da apatite.
3. – Etapa da alteração da pirrotite (PAS): caracterizada fundamentalmente pela alteração da pirrotite, que dela resulta marcassite e principalmente siderite, devido ao ferro libertado no processo de alteração. A este ferro junta-se também o ferro libertado na dissolução da pirite-I originando uma segunda geração de pirite, magnetite e hematite. Nesta fase, ocorre também a alteração da estanite por reação com a siderite, formando covelite, calcopirite e cassiterite. É também nesta fase que se depositam os sais de prata geralmente associados à bismutinite e acompanhados de esfalerite e/ou calcopirite.
4. – Etapa de formação de carbonatos tardios (LCS): caracterizada pela formação de carbonatos, essencialmente calcite e dolomite, esta última em cristais mistos, isto é, com o núcleo de siderite, assim como de fluorite; é nesta fase que se forma também a clorite. Foram também observadas gerações mais tardias de sulfuretos, contudo sempre em pequenas quantidades.

Na figura ao lado, estão representadas estas quatro etapas de paragéneses e sequência de deposição mineral descritas.

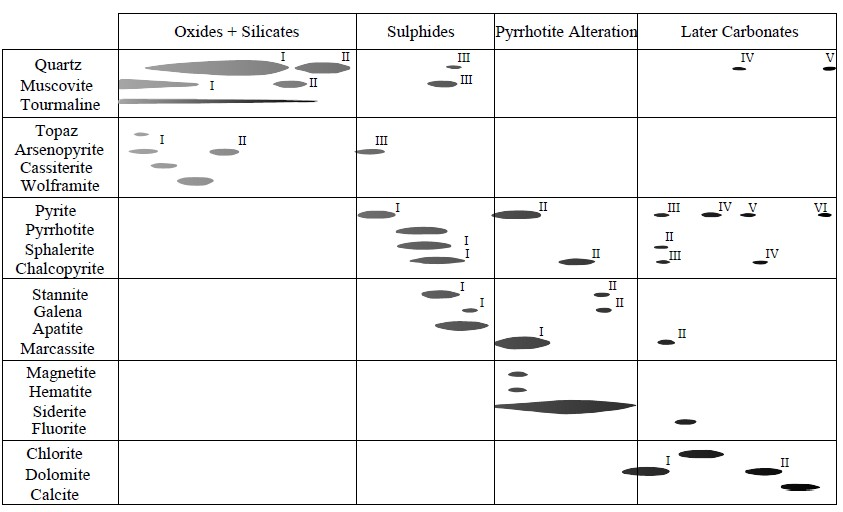
Tabela com as quatro etapas de paragénese da Panasqueira

#### Falhas
Do ponto de vista estrutural, a região do Couto Mineiro é caracterizada pela ocorrência de um grande número de falhas e fraturas, localmente bem assinaladas, quer no tipo de enchimento que possuem, quer na sua orientação. Há que referenciar as direções dos dois grandes sistemas principais de falhas: as pertencentes ao sistema N-S e as pertencentes ao sistema NE-SW a ENE-WSW. Ao primeiro pertencem os acidentes denominados Falha Principal, Falha 3W, Falha 1W, Falha Fonte das Lameiras e Falha do Vale das Freiras; ao segundo a Falha de Cebola e a Falha 8E. Pensa-se que estas últimas foram iniciadas com movimentos de desligamento, do tipo “strike-slip” durante o episódio Varisco e reativadas durante a Orogenia Alpina. É um complexo de falhas de desligamento esquerdo, que afeta as formações Ordovícicas da Serra do Vidual a SW, e entroncando a NE com o desligamento de Manteigas – Unhais da Serra. A NNW deste acidente não se reconhecem quaisquer afloramentos de filões mineralizados, quer por volframite, quer por cassiterite.

### Recursos e Reservas

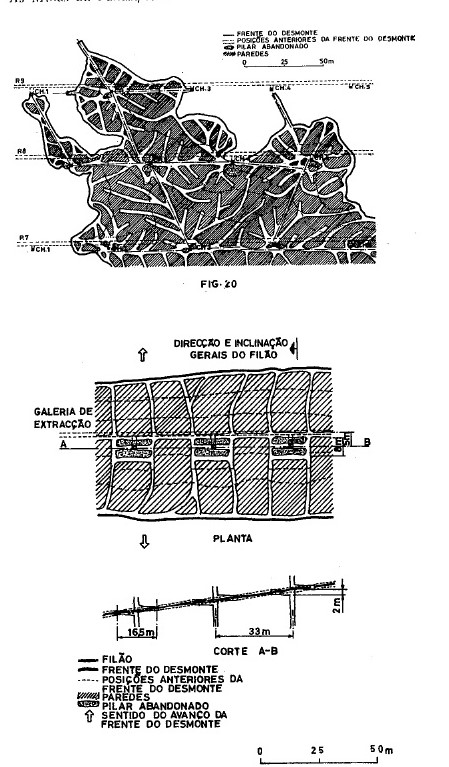
Long wall - Panasqueira

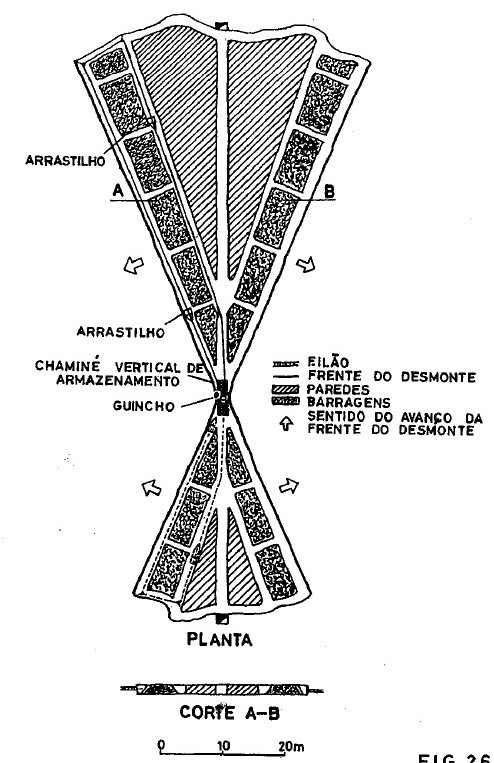
Frentes convergentes - Panasqueira

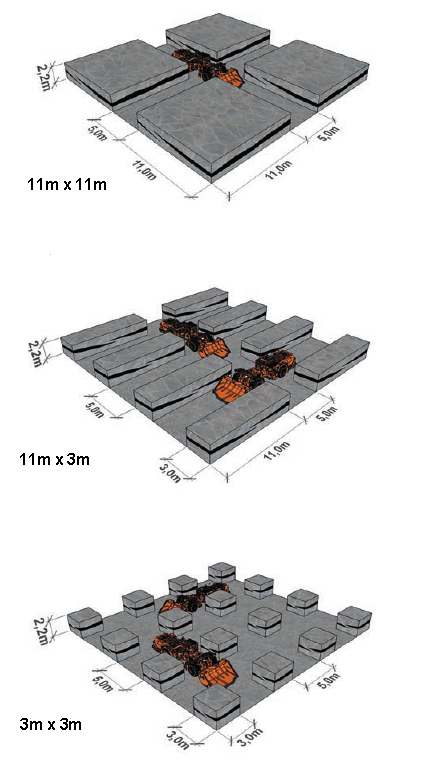
Sequência de extração do minério Panasqueira

|       | Reservas Provadas (pilares) | Reservas Provadas (pilares) | Reservas Provadas (pilares) | Reservas Prováveis (Área Virgem) | Reservas Prováveis (Área Virgem) | Reservas Prováveis (Área Virgem) | TOTAL Reservas | TOTAL Reservas | TOTAL Reservas |
| Nível | Mil toneladas               | % WO3                       | Mil MTUs                    | Mil toneladas                    | % WO3                            | Mil MTUs                         | Mil toneladas  | % WO3          | Mil MTUs       |
| 0     | 51                          | 0,18                        | 9                           | 1.038                            | 0,23                             | 236                              | 1.089          | 0,22           | 245            |
| 1     | 706                         | 0,20                        | 139                         | 1.314                            | 0,21                             | 272                              | 2.020          | 0,20           | 411            |
| 2     | 468                         | 0,20                        | 92                          | 2.984                            | 0,24                             | 726                              | 3.452          | 0,24           | 818            |
| 3     | 727                         | 0,21                        | 153                         | 2.396                            | 0,25                             | 616                              | 3.123          | 0,24           | 763            |
| 4     |                             |                             |                             | 343                              | 0,22                             | 76                               | 343            | 0,22           | 76             |
| TOTAL | 1.951                       | 0.20                        | 393                         | 8.076                            | 0,24                             | 1.920                            | 10.027         | 0,23           | 2,313          |

|               | Recursos Medidos     | Recursos Medidos | Recursos Indicados   | Recursos Indicados | Recursos Inferidos   | Recursos Inferidos |
| Data          | Milhões de toneladas | % WO3            | Milhões de toneladas | % WO3              | Milhões de toneladas | % WO3              |
| Janeiro 2011  | 1,25                 | 0,25             | 10,93                | 0,23               | 6,07                 | 0,22               |
| Julho 2011    | 1,29                 | 0,24             | 10,93                | 0,23               | 6,03                 | 0,22               |
| Janeiro 2012  | 1,2                  | 0,24             | 11,05                | 0,23               | 6,04                 | 0,22               |
| Julho 2012    | 1,22                 | 0,23             | 10,82                | 0,23               | 5,96                 | 0,22               |
| Janeiro 2013  | 1,23                 | 0,22             | 9,68                 | 0,23               | 5,92                 | 0,22               |
| Julho 2013    | 1,26                 | 0,21             | 9,43                 | 0,23               | 5,88                 | 0,22               |
| Janeiro 2014  | 1,28                 | 0,21             | 8,48                 | 0,24               | 5,03                 | 0,22               |
| Julho 2014    | 1,57                 | 0,20             | 8,14                 | 0,24               | 5,01                 | 0,22               |
| Janeiro 2015  | 1,54                 | 0,20             | 7,94                 | 0,23               | 4,93                 | 0,22               |
| Julho 2015    | 1,66                 | 0,21             | 7,88                 | 0,24               | 4,91                 | 0,22               |
| Setembro 2016 | 1,95                 | 0,20             | 8,08                 | 0,24               | 5,16                 | 0,22               |

|       | Reservas Provadas (pilares) | Reservas Provadas (pilares) | Reservas Prováveis (Área Virgem) | Reservas Prováveis (Área Virgem) | TOTAL Reservas | TOTAL Reservas |
| Nível | Mil toneladas               | % WO3                       | Mil toneladas                    | % WO3                            | Mil toneladas  | % WO3          |
| 0     | 25                          | 0,19                        | 26                               | 0,17                             | 51             | 0,18           |
| 1     | 238                         | 0,22                        | 468                              | 0,18                             | 706            | 0,20           |
| 2     | 216                         | 0,21                        | 251                              | 0,19                             | 468            | 0,20           |
| 3     | 297                         | 0,24                        | 431                              | 0,19                             | 727            | 0,21           |
| TOTAL | 775                         | 0,22                        | 1.176                            | 0,19                             | 1.951          | 0,20           |

## Organização das Infraestruturas Mineiras
A exploração mineira tem sido feita desde os inícios por métodos subterrâneos. A excepção foi uma pequena exploração em método misto (glory holles) para estanho no Vale da Ermida nos anos 50. As galerias de extração são horizontais e desde que se fez a junção das duas zonas de exploração históricas principais (Panasqueira e Barroca Grande) com a Galeria Geral da Barroca Grande; esta passou-se a chamar Nível 0. Posteriormente traçou-se o Nível 1 e depois o Nível 2 e o Nível 3. O espaçamento entre estes níveis é de 60m pois anteriormente os sistemas de abertura de chaminés da altura eram complexos e perigosos. Com a aquisição em 1976 de uma Raise Boring o espaçamento entre níveis (Nível 3) passou a ser de 90m. Existe um nível de drenagem da mina (Nível 530), 30m abaixo do Nível 2 por onde em tempos históricos também se fez extração de minério. Toda a drenagem da mina sai por esta galeria. As águas de níveis superiores correm por gravidade enquanto que as águas de cotas inferiores ao nível de drenagem são encaminhadas para uma estação de bombagem instalada abaixo do Nível 3 da mina. Na horizontal as galerias dos vários níveis formam uma malha ortogonal em que as galerias sensivelmente N-S são chamadas de “pannels” e as galerias sensivelmente E-W são chamadas de “drives”.
A extração de minério para a superfície fez-se em flanco de encosta para zonas acima do Nível 0 e depois através de vários poços verticais. Com o afastamento das zonas de produção para sudoeste da lavaria, para reduzir a complexidade operacional dos vários poços de extração, aumentar a capacidade e para centralizar a extração com meios modernos mais próximo do novo centro de gravidade das zonas de exploração, instalou-se uma câmara de quebragem subterrânea (cota 530m) e uma tela transportadora inclinada a 17% que transporta o minério britado até várias torvas de armazenamento, à superfície, que alimentam a lavaria e permitem a necessária flexibilidade entre a mina e a lavaria. Este sistema, que entrou em funcionamento no ano de 1981, é ainda o utilizado atualmente. Para extração do minério abaixo do Nível 2 (Nível 3) usa-se um poço vertical instalado no ano de 1996 (Poço Eng. Cláudio dos Reis), que eleva o minério até ao nível 2 (cota 560m).

## Métodos de Exploração[19][20]
O minério é extraido nos desmontes com recurso a furação e carregamento com explosivos  e carregado por LHD’s para chaminés de armazenamento e extração (torvas) que se dispõem de maneira regular e enchem vagões de 4 toneladas. Os vagões circulam pelos Níveis 2 e 3, despejando o minério no Nível 2 para a câmara de britagem. Os vagões são puxados por locomotivas a baterias ou a gasoleo.
A grande dimensão do campo filoniano e a característica de serem os filões da Panasqueira de características muito homogéneas ao longo de toda a zona mineralizada, permitiram a sistematização e mecanização da exploração a níveis muito altos desde a fase inicial da exploração mineira. Isto foi essencial para a sobrevivência e notável persistência da mina, num sector que atravessou notáveis dificuldades nas últimas décadas com a alteração do padrão da indústria mineira na União Europeia.
Desde a unificação da exploração e sistematização do método de desmonte que os seguintes métodos de desmonte podem ser apontados:

### Frentes Corridas (Longwall)
Este método, durante a década de 50, estava generalizado a toda a mina. Conforme a inclinação dos filões utilizava-se: frentes paralelas (para filões sub-horizontais) ou frentes irregulares, também chamados na mina “modas e bordados” (para filões de inclinação entre 7º e 12º). Dentro dos desmontes circulavam vagões de madeira (enchimento manual) que faziam o transporte do minério desmontado até às torvas onde descia por gravidade até ao Nível de Rolagem inferior. A perfuração mecânica era com martelos a ar comprimido e o arranque era realizado, tal como hoje por explosivos. Aquando do enchimento das vagonas o estéril era escolhido ficando como parede que ia acompanhando o avanço da escavação constituindo o enchimento responsável pelo sustimento da cavidade. Este método tinha vários inconvenientes como a exigência de bastante mão-de-obra e a perda de grande parte da fração mais fina do minério ao ser projectada violentamente contra as paredes de pedra. O método foi evoluindo de forma a encontrar soluções para a perda dessa fração mais fina e consequentemente mais mineralizada.

### Frentes Corridas Com Faces Convergentes
O ano de 1958 marcou uma evolução fundamental no método de exploração de frentes corridas, devido à falta de mão-de-obra causada pela imigração. Houve a necessidade de o mecanizar com a adaptação de arrastilhos ou scrapers que tinham grande capacidade de transporte, versatilidade  e raio de ação bastante grande. Para o uso dos arrastilhos os desmontes adoptaram um sistema de faces convergentes para a chaminé de armazenamento e escoamento. Esta variante que na Panasqueira era conhecida como “bacalhau” chegou a ser duplo. Foi este o sistema usado durante quase toda a década de 60 e resultou num aumento de produtividade de 40% em relação ao método de frentes corridas inicial.

### Câmaras e Pilares (Room and Pillar)  – Fase Inicial
A execução de paredes para sustimento do teto era um trabalho totalmente manual e consumia cerca de 60% da mão-de-obra aplicada nos desmontes. A urgência de investigar outro sistema de suporte que permitisse ao mesmo tempo maior mecanização das restantes operações de desmonte fez o método de desmonte evoluir para o de câmaras e pilares. Os pilares iam sucessivamente reduzindo a sua dimensão e para a fase final de desmonte foram testados dois métodos de sustimento: colunas de betão armado formadas por pastilhas sobrepostas e pilhas de madeira empilhadas de diversas formas. As colunas de betão foram abandonadas quase de imediato pelo seu custo e falta de elasticidade que conduzia a roturas bruscas. As pilhas de madeira deram melhores resultados e foram implementadas primeiro em combinação com as paredes de pedra e depois isoladamente.

### Câmaras e Pilares (Room and Pillar) – Método Atual
O método de câmaras e pilares permitiu uma mecanização crescente das operações de desmonte com a entrada de máquinas de perfuração, primeiro a ar comprimido e depois eletro-hidráulicas. Permitiu também a entrada de pás carregadoras, primeiro a ar comprimido, depois elétricas e atualmente a diesel. O custo em mão-de-obra e materiais associado às pilhas de madeira para recuperação total do minério levou a que atualmente se deixem pilares residuais com minério (16%) levando a que a recuperação do jazigo seja de 84%.
Atualmente todos os trabalhos nos desmontes são mecanizados e a sequência de desmonte procede-se em cinco fases:
1ª Fase – Abertura de galerias de reconhecimento ao longo do filão (inclinados) para se ter uma confirmação do real valor de um filão ou zona do filão assim como a sua geometria exata (recursos medidos). Nesta fase montam-se as infraestruturas como abastecimento elétrico, ar comprimido e ventilação.
2ª Fase – Abertura de galerias de exploração  numa malha ortogonal, deixando entre elas pilares quadrados de 11m por 11m. Procede-se assim até à definição completa das zonas exploráveis de um determinado filão.
3ª Fase – Finda a fase 2 e quando os filões que lhe estão acima estão já explorados, corta-se os pilares de 11 por 11m ao meio com uma galeria, que é sempre de 5m de largura, ficando os pilares retangulares e com as dimensões de 11m por 3m.
4ª Fase – os pilares retangulares de 11m por 3m são cortados ao meio por uma nova galeria, ficando os pilares residuais (finais) com a dimensão de 3m por 3m.
5ª Fase – Os pilares de 3m por 3m são instáveis a longo prazo, mas permitem um tempo de geralmente 6 meses em que se pode trabalhar em segurança na última fase de trabalho nos desmontes que é a extração (limpeza) com pequenas excavadoras do material mais fino que acumulado no chão (soleira) tem uma quantidade apreciável de volfrâmio devido à friabilidade da volframite. A 5ª Fase é monitorizada com avaliação visual dos pilares e medição de convergências teto-piso para verificação das condições de segurança dentro do desmonte. Findo o trabalho de limpeza do material da soleira o desmonte é abandonado, vedando-se o seu acesso.

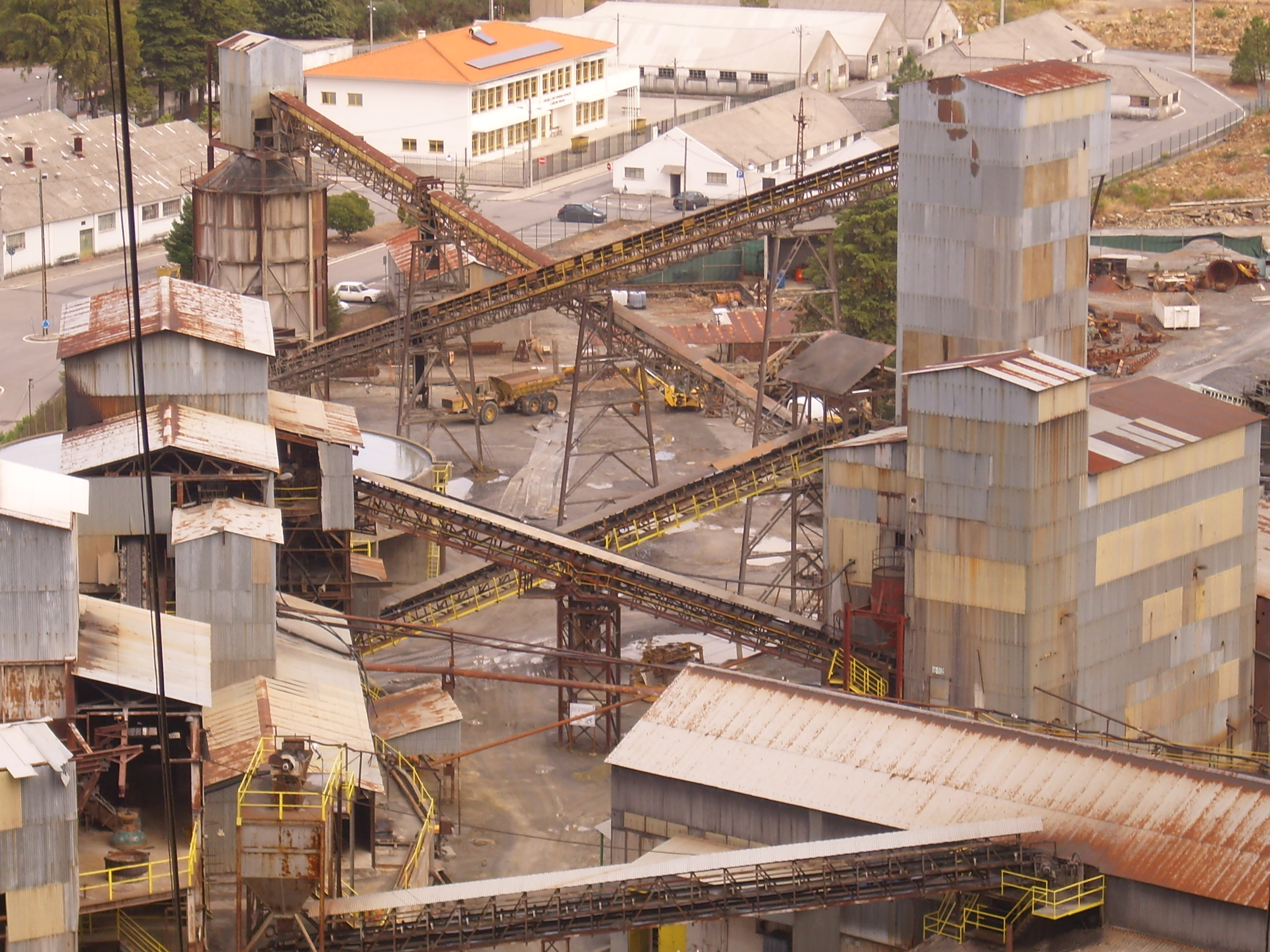
Lavaria actual na Barroca Grande

## Tratamento do minério
Durante décadas houve três lavarias independentes e mais tarde passaram a complementar-se umas às outras: Panasqueira, Cabeço do Pião e Barroca Grande. A Lavaria da Panasqueira começou a ser montada ainda no Séc. XIX e progressivamente foi sendo transferida, a partir de 1928, para a Barroca Grande que tem localização mais central, mais área disponível, mais acesso a água e outras vantagens que fizeram que a lavaria da Panasqueira fosse totalmente desativada na década de 60. A lavaria do Cabeço do Pião foi tal como a da Panasqueira começada a construir nos últimos anos do Séc. XIX. Com o abandono dessa zona filoniana, e devido à maior disponíbilidade de água do Rio Zêzere, essa lavaria passou apenas a tratar os pré-concentrados que vinham, primeiro por cabo aéreo e depois por camião da lavaria da Barroca Grande. No fim dos anos 80 a mina da Panasqueira tinha extensão suficiente para que as suas águas de drenagem bastassem para abastecer o caudal necessário a toda a estrutura industrial; pelo que entre 1992 e 1996 por racionalização de custos e motivos ambientais se fez a centralização de todas as operações de concentração do minério na lavaria da Barroca Grande.
O processo de enriquecimento do minério tem evoluído muito ao longo do tempo. Ao princípio começava nos desmontes com escolha manual do minério, chegando à lavaria com um enriquecimento de cerca de 6 vezes em relação ao seu teor com que era desmontado. Esta operação de escolha manual era difícil de fazer em boas condições nos desmontes, pelo que nos desmontes se passou a fazer uma escolha mais grosseira, sendo a escolha mais fina feita na lavaria da Barroca Grande em minério já lavado, crivado e com boas condições de iluminação. A pré-concentração continuava depois por jigajem seguindo o pré-concentrado para a lavaria do Cabeço do Pião.
Com a subida da altura dos desmontes em resultado da crescente mecanização dos anos 60 a 90 passou-se a produzir mais estéril para a mesma quantidade de filão (diluição) resultando na consequente chegada de minério de teor mais baixo à lavaria. Houve a necessidade de substituir a pré-concentração constituída por escolha manual mais jigajem, por outro método mais eficiente e de maior capacidade para lidar com o maior volume de estéril que chegava à lavaria. Foi para isso instalado em 1971 um meio denso (HMS) que faz a pré-concentração de maneira bastante eficaz e com perdas mínimas. Devido ao progresso a nível do método de desmonte na mina e maior necessidade de fragmentação para o meio denso, instalou-se em finais da década de 60 um circuito de aproveitamento de finos que na década de 80 foi melhorado e ampliado.
Atualmente o minério sai dos desmontes com um teor de aproximadamente 0,15% WO3. A sua concentração é nas primeiras fases totalmente hidrogravítica. Para isso tira-se proveito da característica de serem os minerais a aproveitar (volframite, cassiterite e calcopirite) densas e no caso da Panasqueira de mineralização bastante graúda. Depois de britagem secundária a 20 mm o minério passa por enriquecimento por meio denso e mesas de areias até se obter um pré-concentrado com aproximadamente 6% de WO3. Este pré-concentrado é depois concentrado até teores próximos dos do concentrado final em mesas de flutuação, para enriquecimento simultâneo das partículas densas e separação dos sulfuretos, que são depois flutuados para obter um concentrado final de cobre (calcopirite). O pré-concentrado de densos é depois separado em mesas e separação eletromagnética em concentrados de volfrâmio (volframite) e estanho (cassiterite).

## Instalações ambientais[22]
A água de drenagem da Mina da Panasqueira é conduzida para a superfície através da Galeria da Salgueira. Esta água tem pH de cerca de 4 e conteúdos em metais pesados acima dos valores limites de emissão. Na década de 1950  foi instalada uma estação de tratamento de água que por alcalinização com adição de cal, trata a água até precipitar os metais pesados em lamas que são depois armazenadas nas barragens de lamas. A água tratada é bombeada para uso como água industrial tanto na lavaria como na mina. Desde a década de 50 a mina foi-se estendendo e o caudal de efluente aumentou proporcionalmente. Em 2011 a estação de tratamento de água foi ampliada e melhorada para tratar a totalidade da água que vem da mina, da lavaria e das escorrências das escombreiras. O efluente resultante do tratamento e que não é reutilizado, é despejado na Ribeira do Bodelhão, cumprindo o programa de monitorização definido na Licença Ambiental, com reporte mensal às entidades competentes.. A lavaria faz uma reutilização quase total da água que usa graças ao uso de vários decantadores instalados para esse efeito.
As lamas do tratamento de água, assim como a fração mais fina dos estéreis da lavaria são armazenadas juntas em barragens de estéreis. Qualquer efluente destas barragens é reconduzido à estação de tratamento de águas. Os estéreis na granulometria das areias e gravilha são vendidos como inertes para a construção civil. A parte que não se vende, serve de paredão às barragens de lamas.

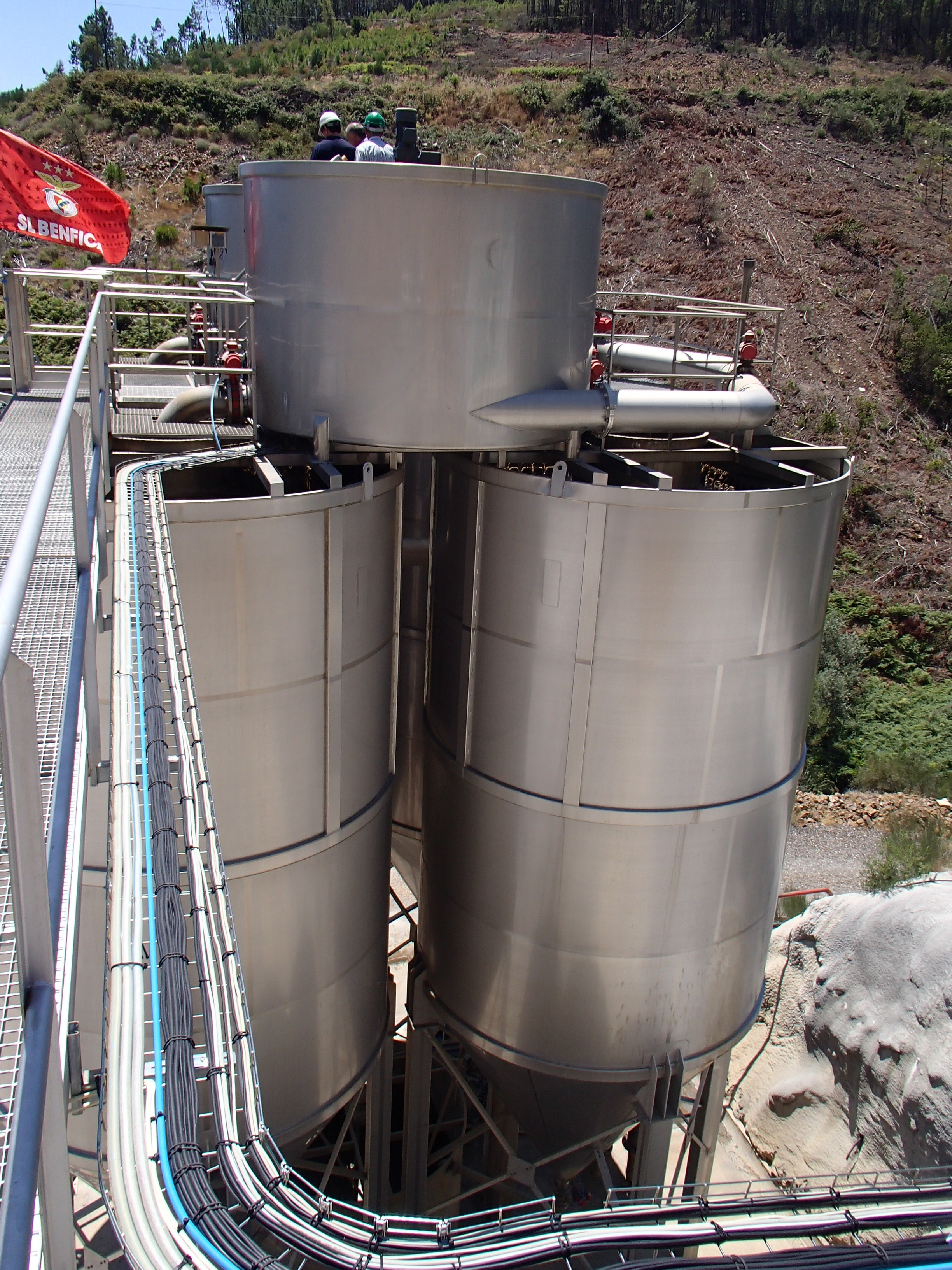
Estação de tratamento de água de mina

## Galeria de fotos

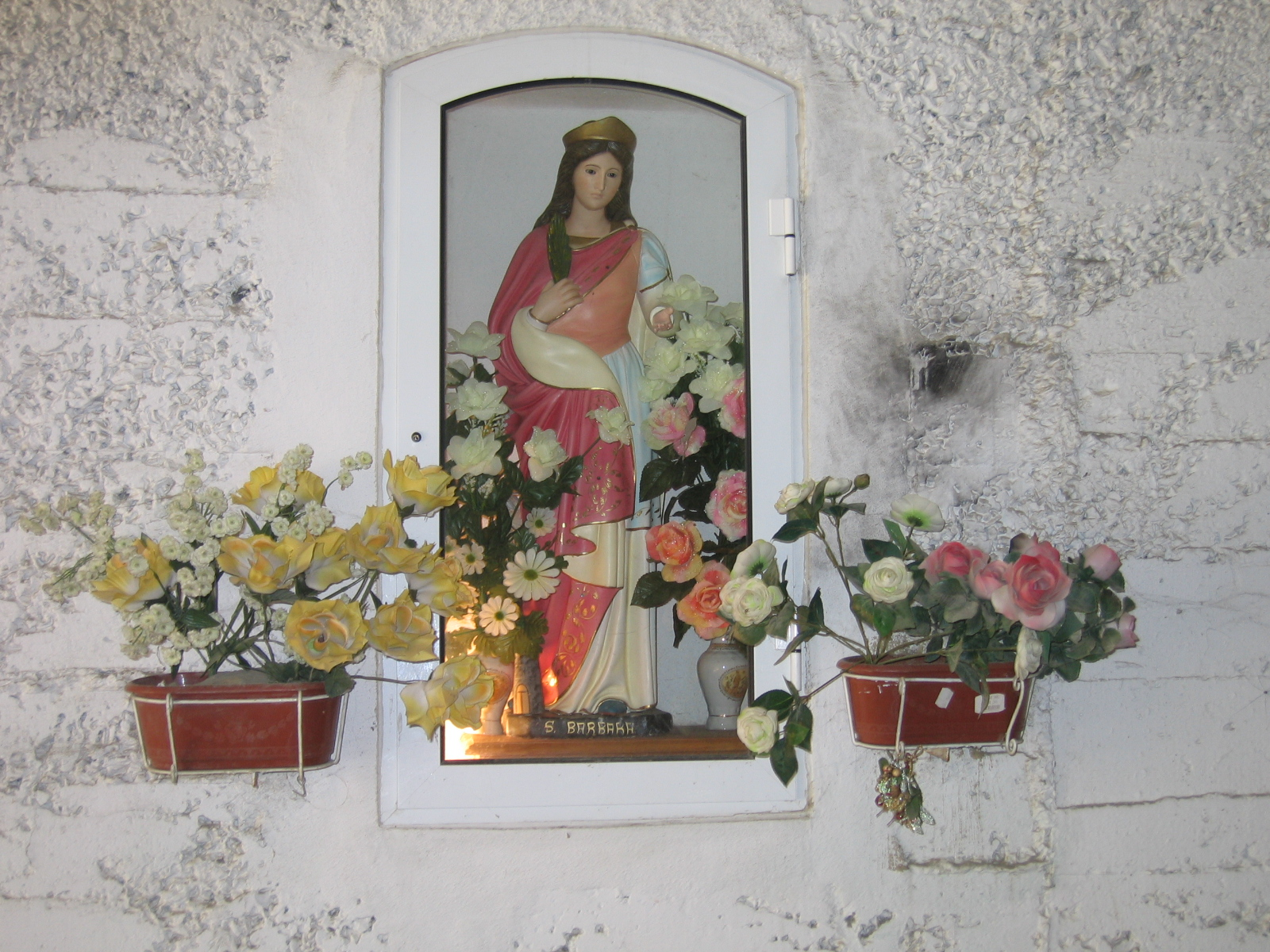
Mina da Panasqueira- S. Barbara
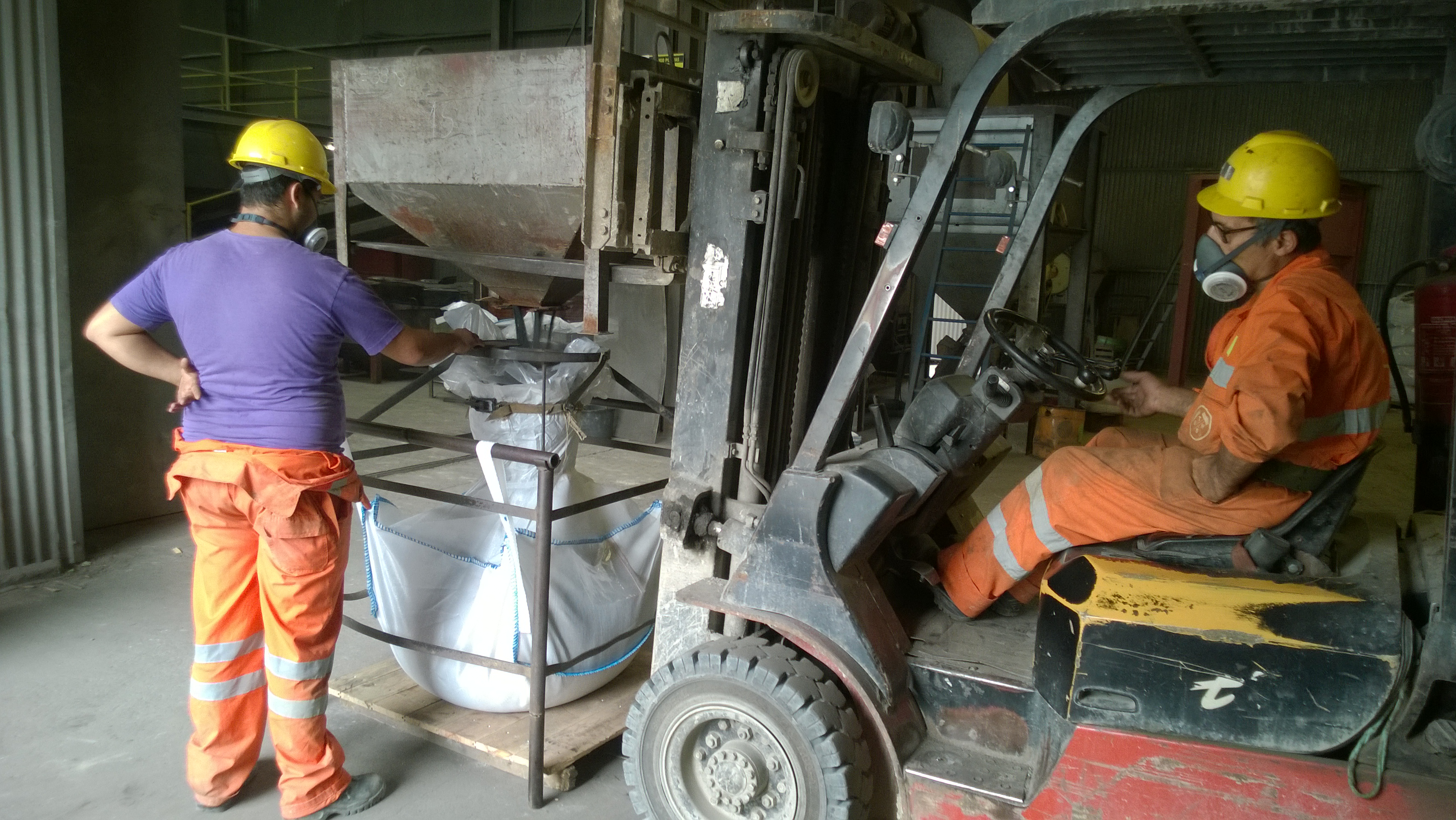
Mina da Panasqueira - Enchendo os sacos de concentrado de volfrâmio
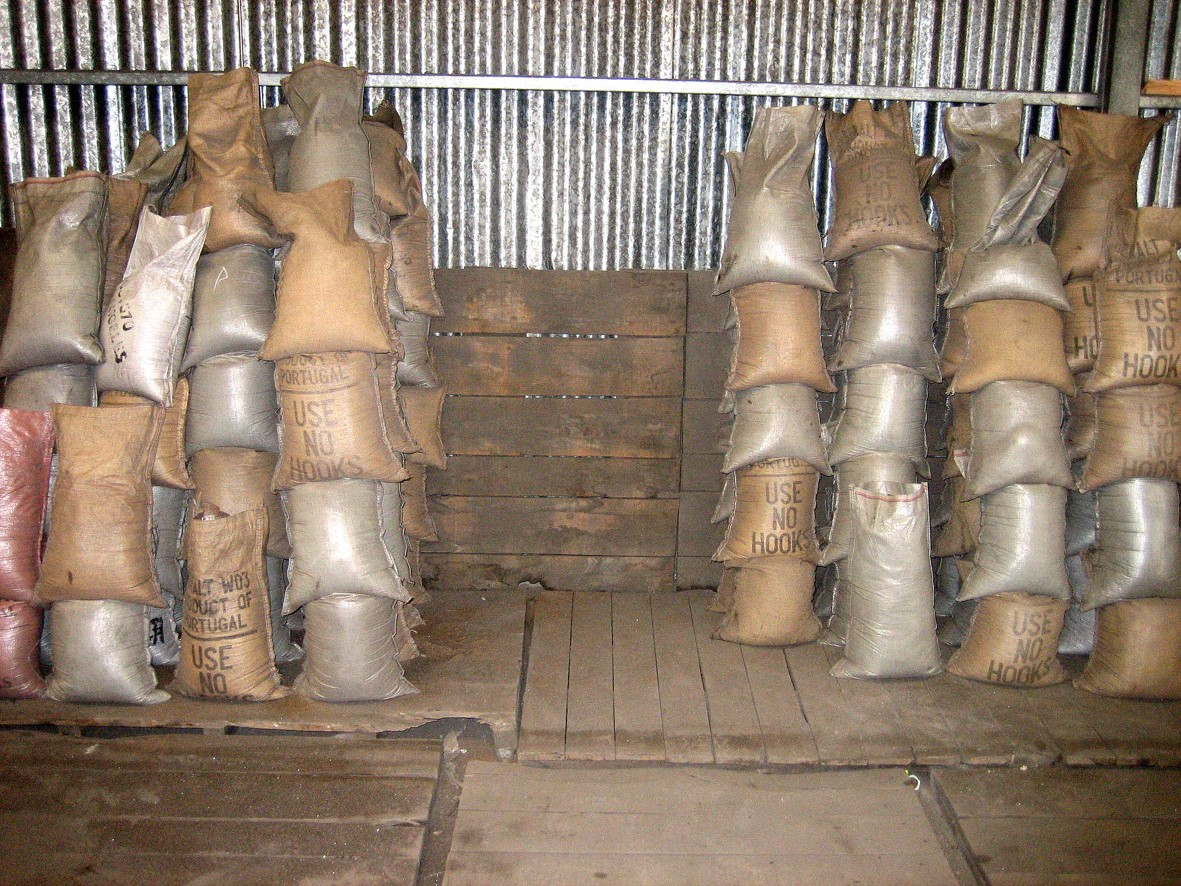
Mina da Panasqueira - concentrado de estanho
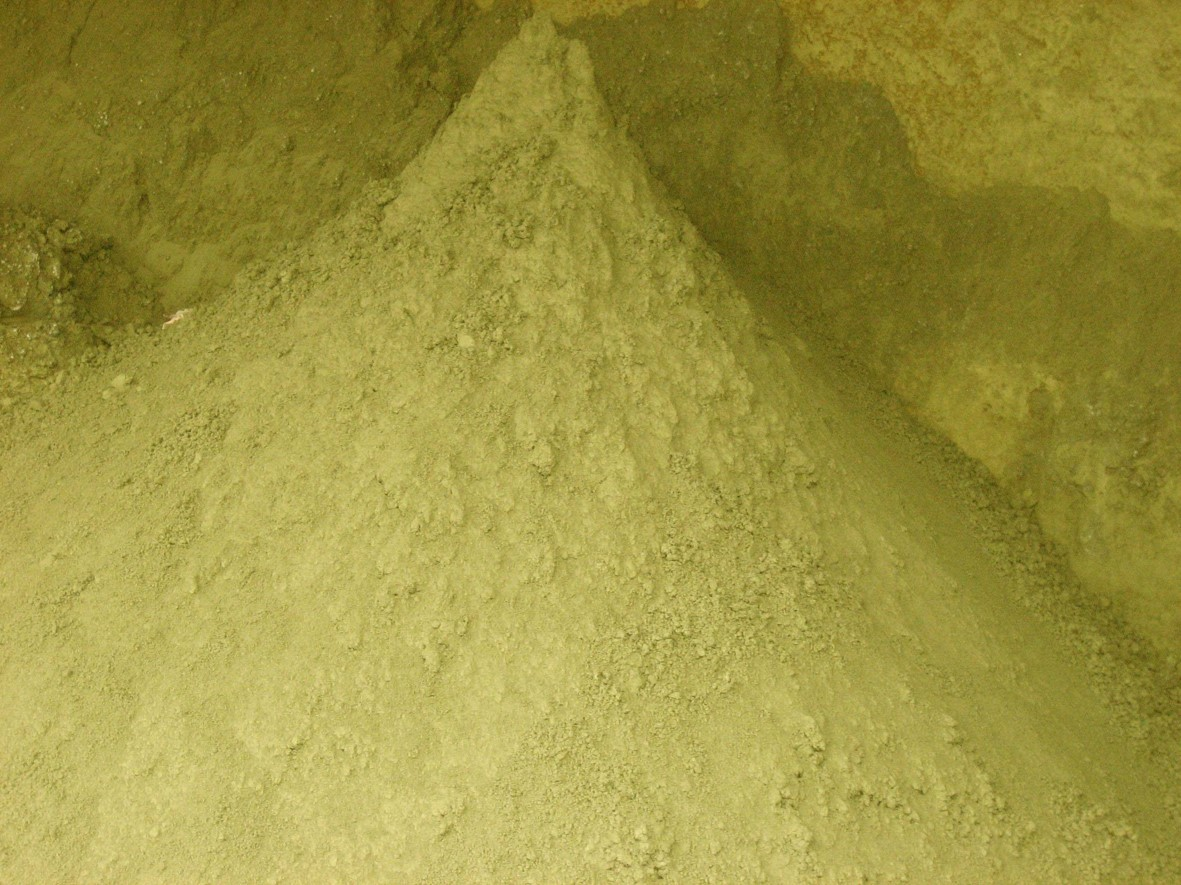
Mina da Panasqueira - concentrado de cobre
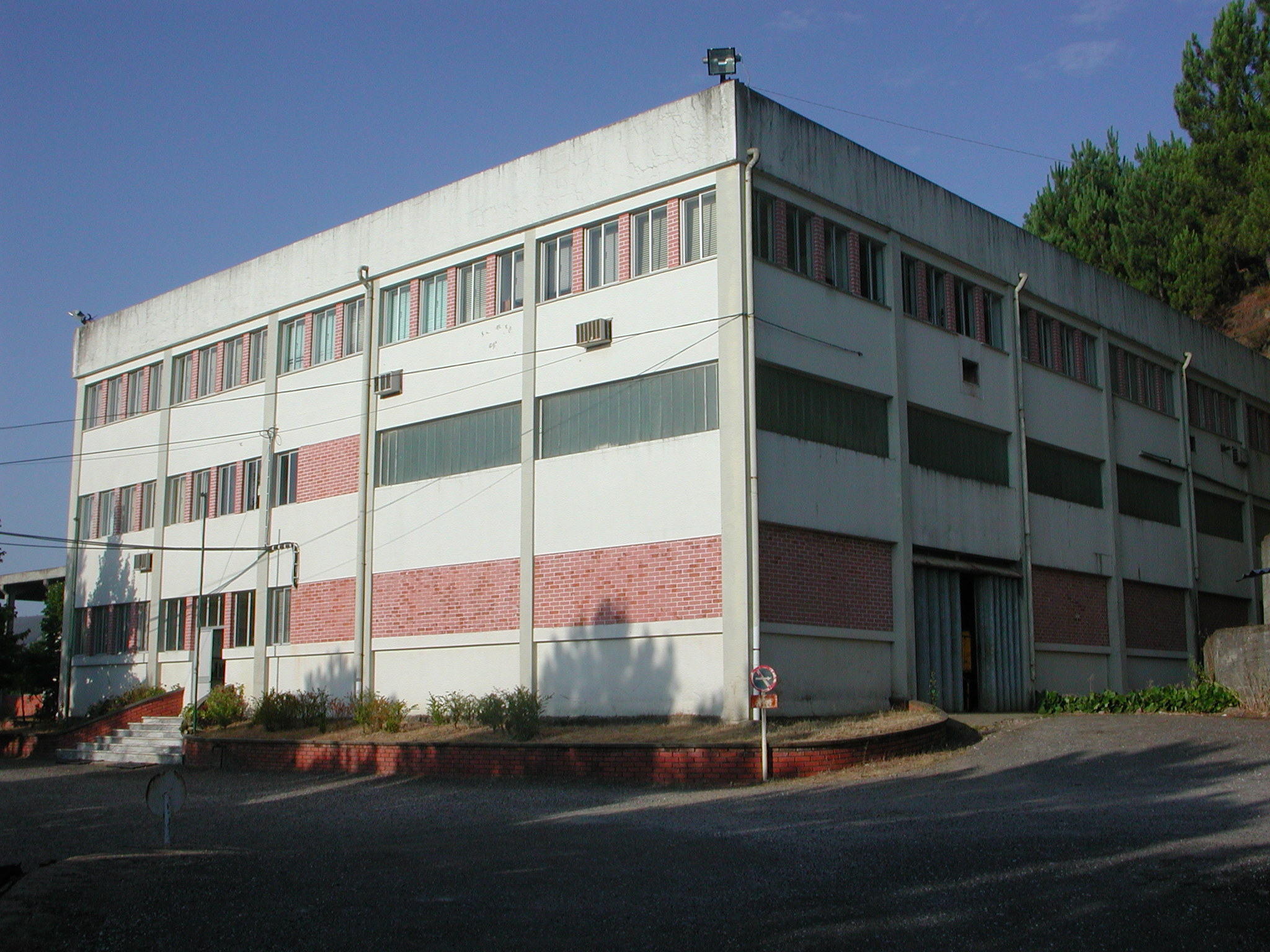
Mina da Panasqueira - escritórios centrais da BTWP
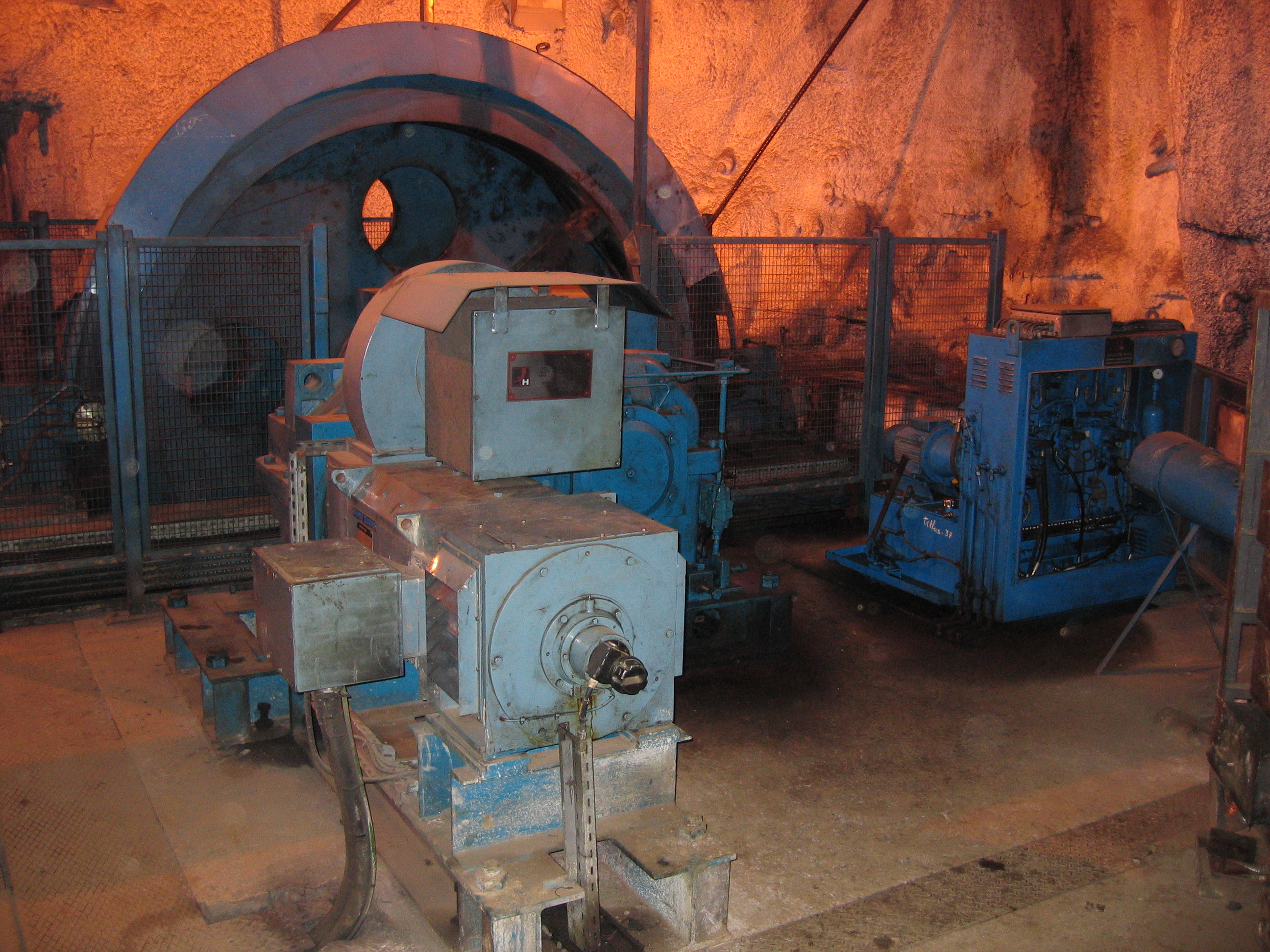
Mina da Panasqueira - máquina de extração do poço Cláudio dos Reis
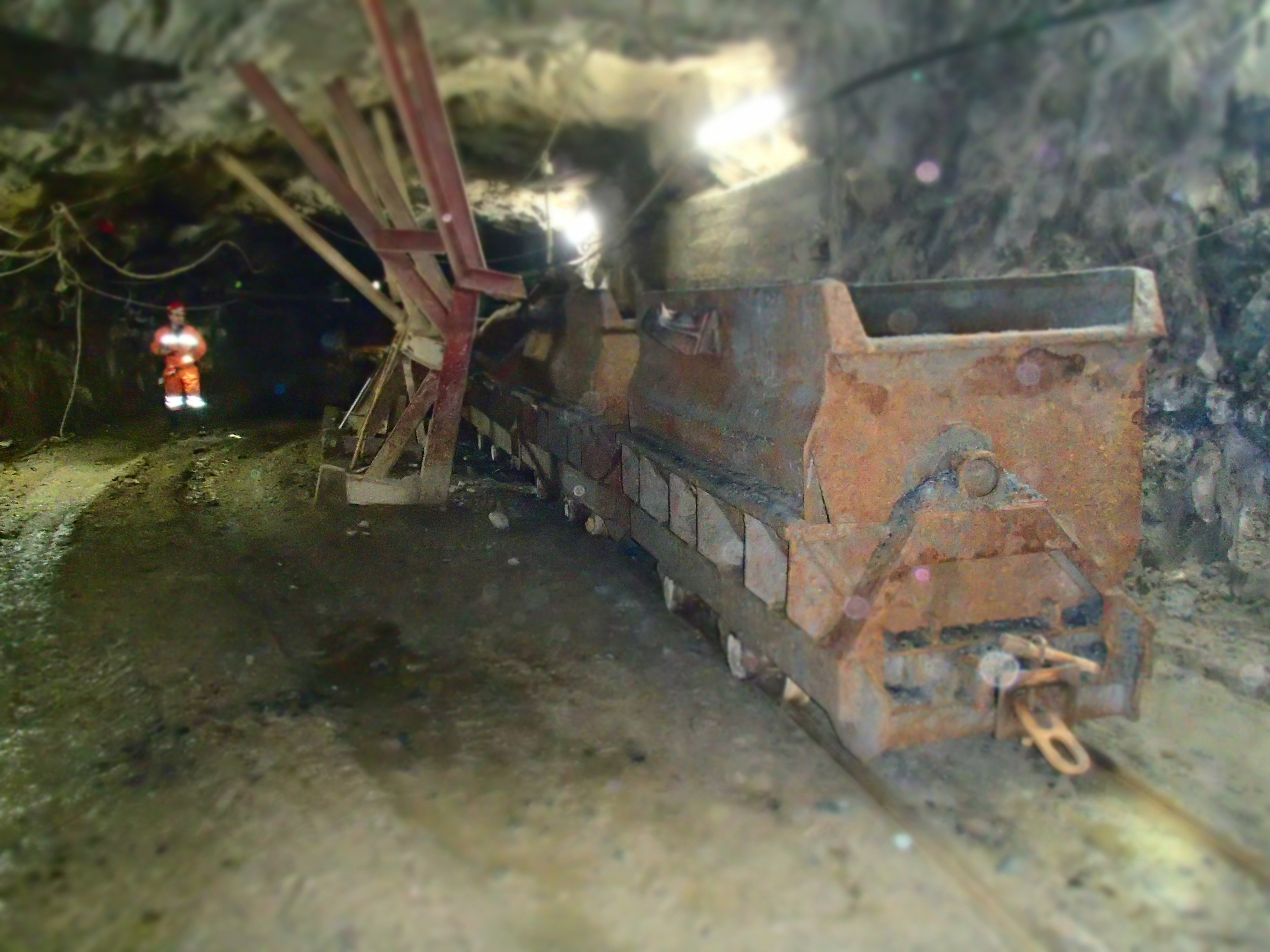
Mina da Panasqueira - viradouro do Nível 2
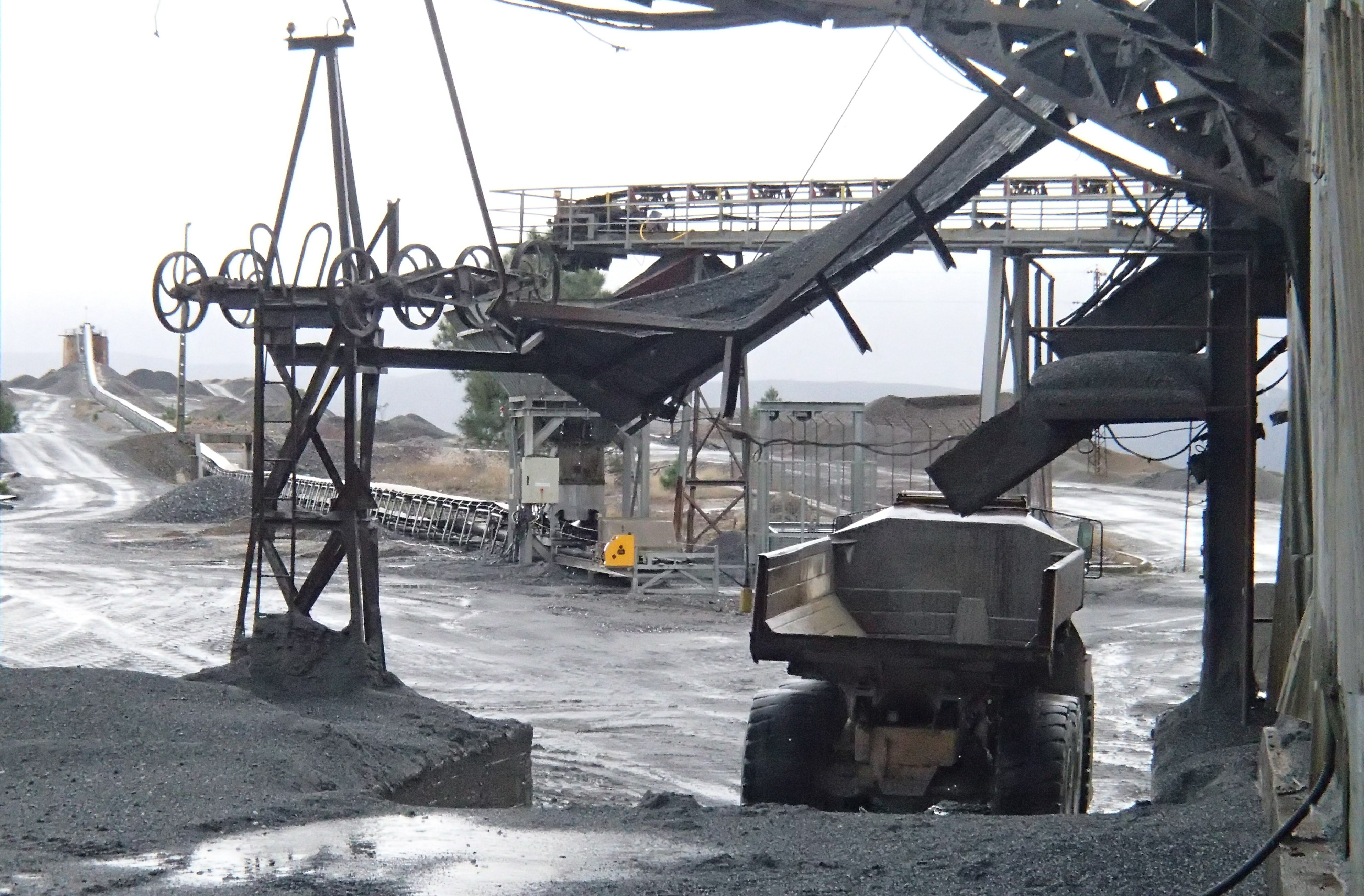
Mina da Panasqueira - Estéril do meio denso para vender como inertes
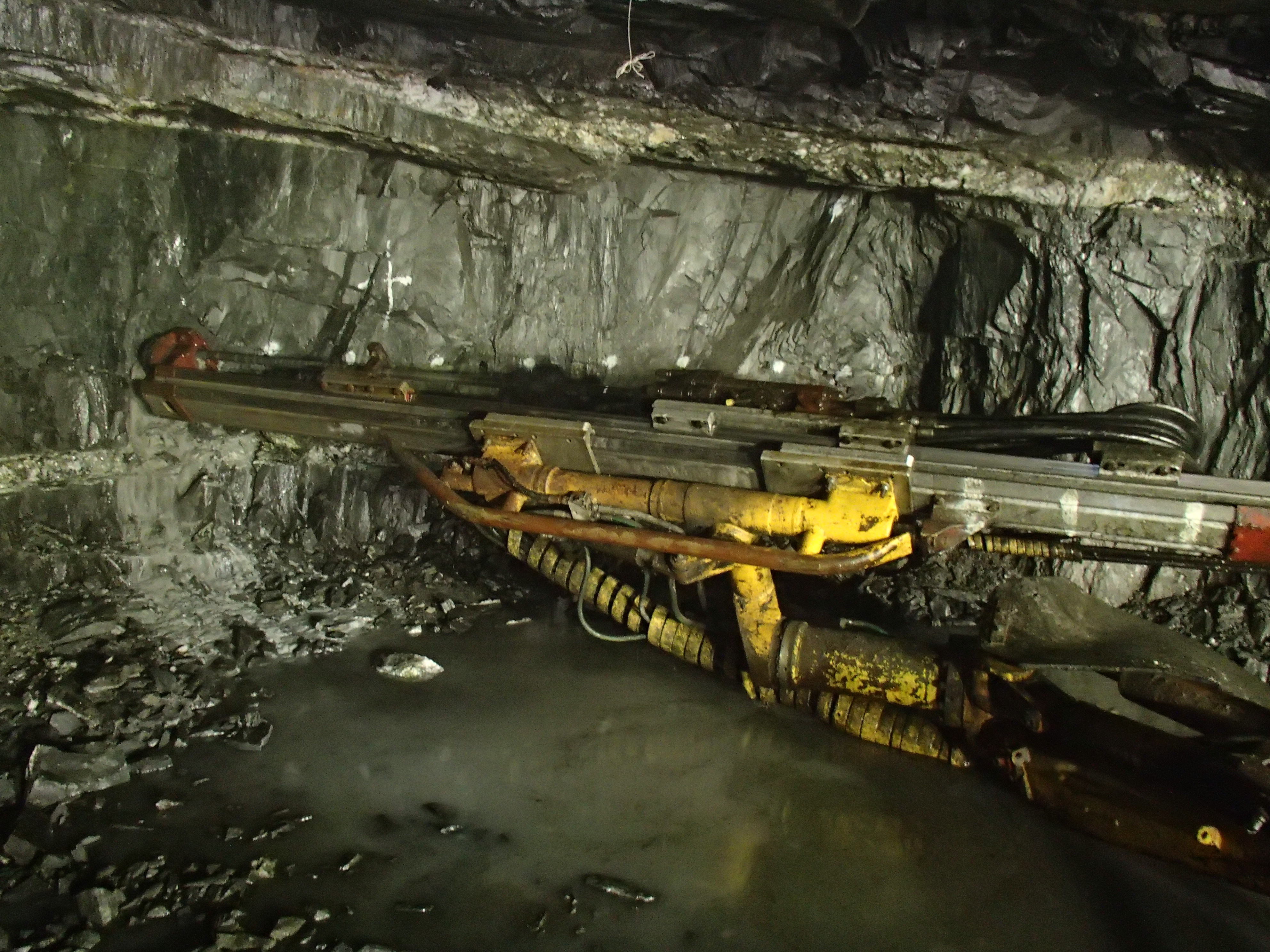
Mina da Panasqueira - Jumbo furando uma frente
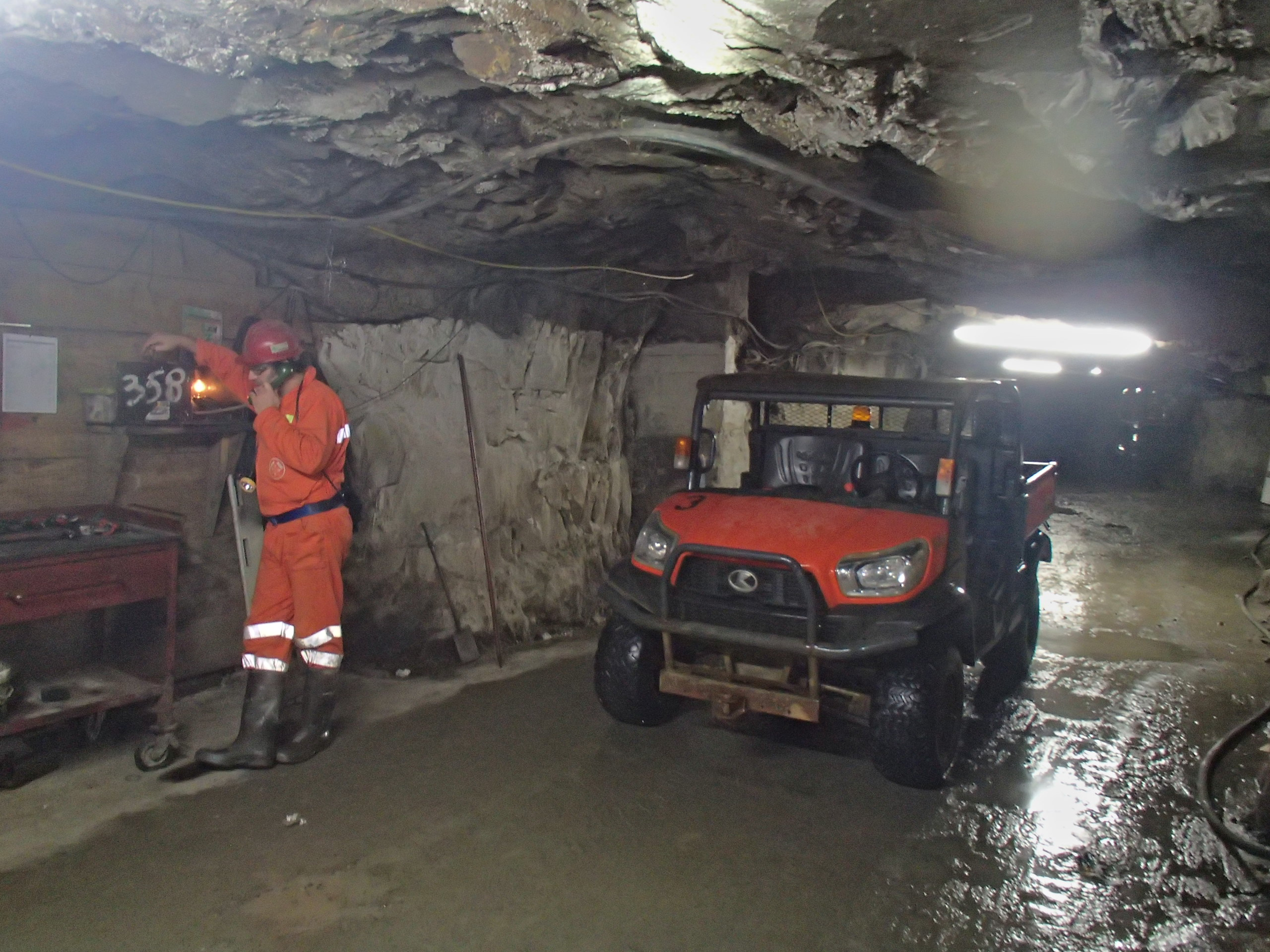
Mina da Panasqueira - oficinas subterrâneas
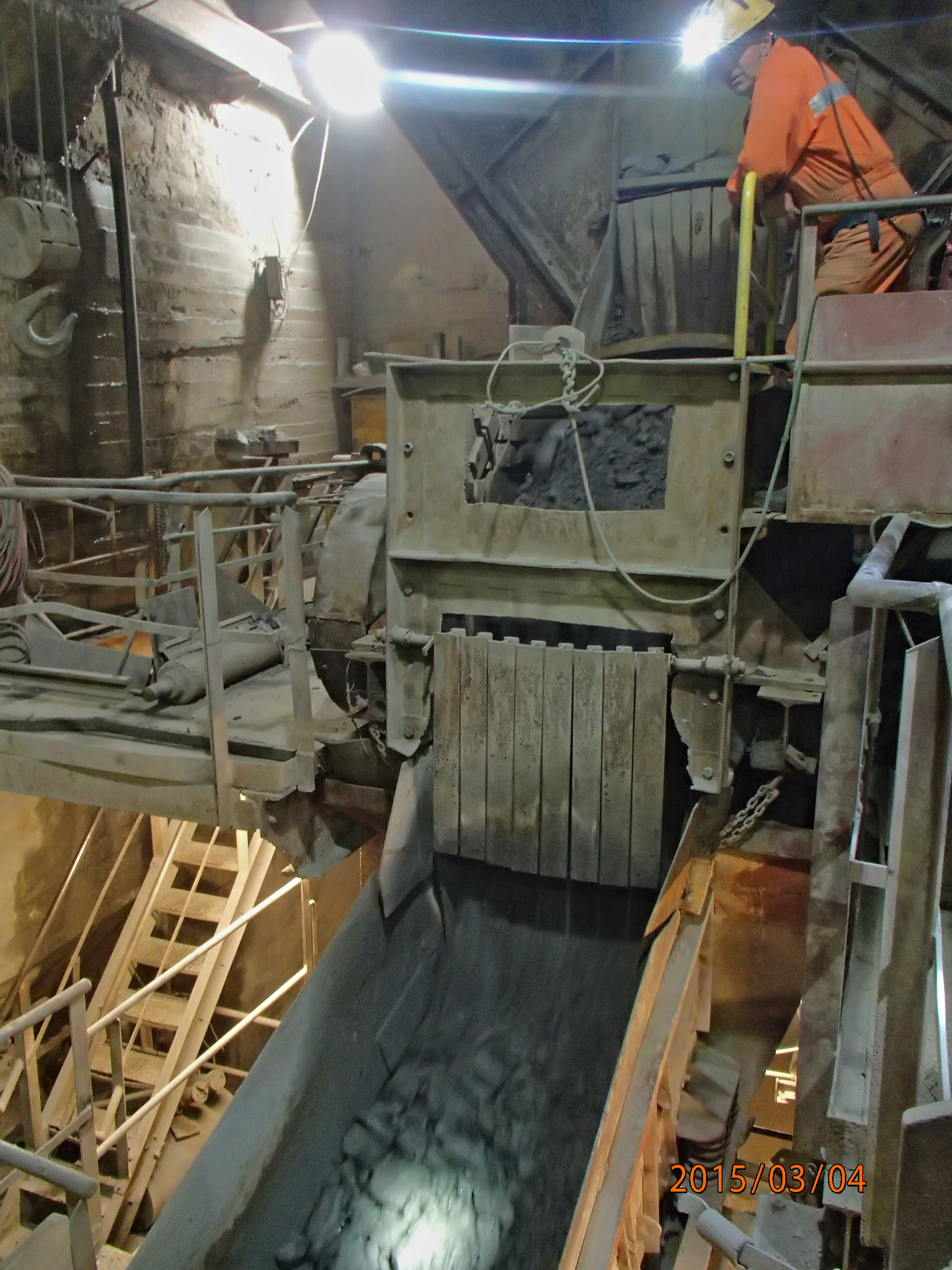
Mina da Panasqueira - britador primário em subterrâneo
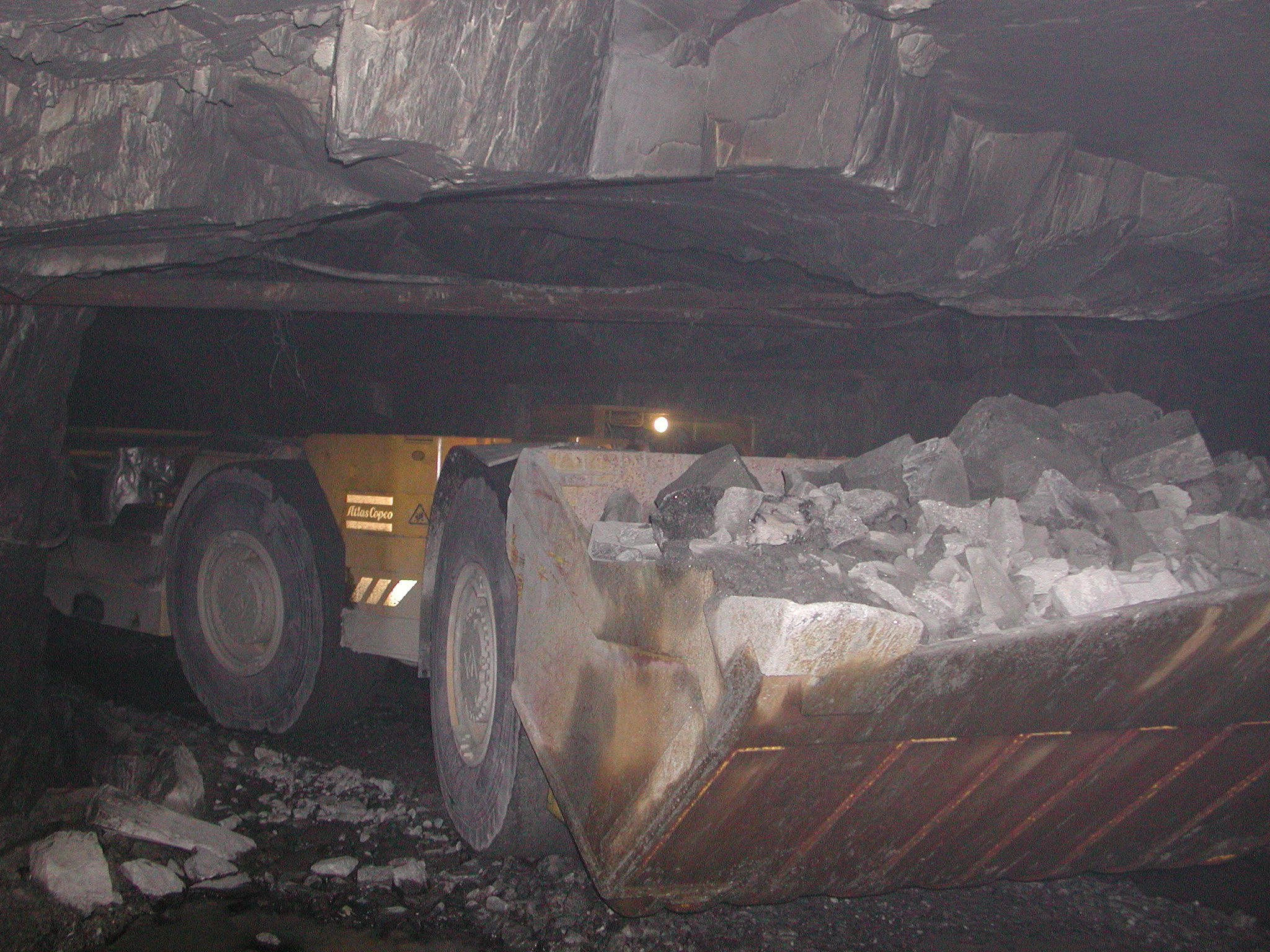
Mina da Panasqueira - pá carregadora de baixo perfil
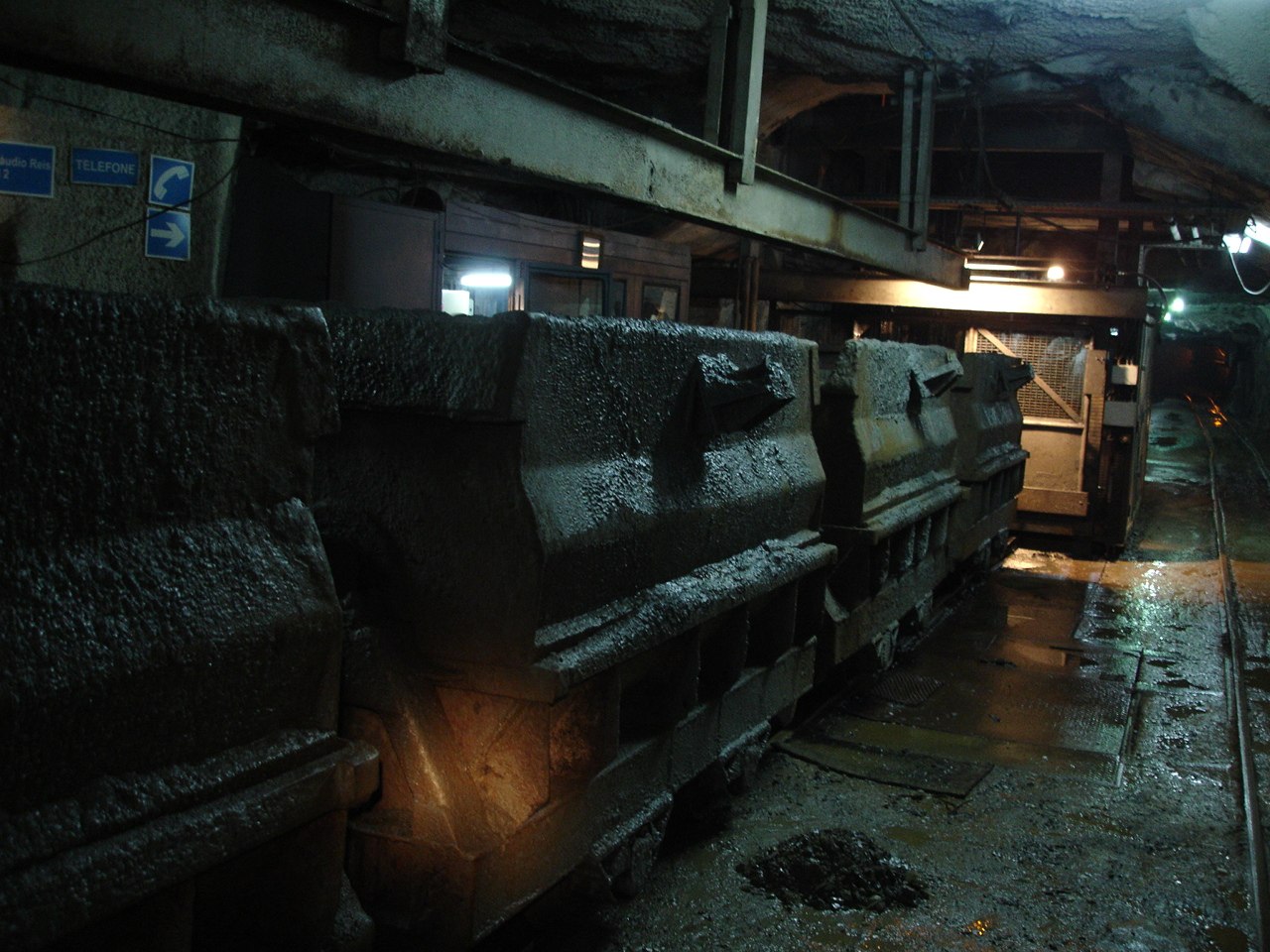
Mina da Panasqueira - vagões à entrada do poço interior